# Little Glee Monster
Little Glee Monster（リトル グリー モンスター）は、日本の女性ボーカルグループ。2013年5月結成。2014年10月29日にメジャーデビュー。略称はリトグリ。所属事務所はワタナベエンターテインメント。レーベルはソニー・ミュージックレコーズのgr8!records。

## 概要
ソニー・ミュージックレコーズとワタナベエンターテインメントがタッグを組み、世界に通用する女性ボーカリストの発掘を目的として「最強歌少女オーディション」を実施。当該オーディション合格者を中心に集められた女生徒により、当グループが結成され、「研ぎ澄ました歌声で人々の心に爪痕を残す」をテーマに活動している。
グループ名の中にある単語「Glee」は「男声の3部またはそれ以上から成る無伴奏の合唱曲」を指す音楽用語であるが、元々は「心を解放し、歓喜すること」を意味している。グループ名の意味としては、「Glee Monster」で歌声だけで人々の心を歓喜させる大物と言う意味になるが、まだ未熟ということで「Little」をつけた。
メンバーカラーは、公式マスコットキャラクターの中から各メンバーが自分の好きな色を選んで決定されたもの。決定後はマイクテープやイヤーモニター、ライブグッズなどにメンバーカラーが採用されている。メジャーデビュー前からトレードマークとして各メンバーカラーのヘッドホンを常に着用していたが、2017年秋に開催された『Live Tour 2017 〜Let's Grooooove!!!!! Monster〜』以降衣装としてヘッドホンは着用していない。

### ファンの呼称
2014年8月28日、manakaがTwitterを通じて当グループのファンの名称を募集。翌日（8月29日）、メンバー（manaka 中心）とスタッフとの間での議論の末に、Little Glee Monsterのモンスターの鳴き声をイメージしたガオーにちなんで「ガオラー」に決定した。

## メンバー
| 名前                       | 生年月日              | 出身地             | メンバーカラー           | 備考 |
| -------------------------- | --------------------- | ------------------ | ------------------------ | --- |
| かれん （古賀かれん）      | 1998年6月8日（27歳）  | 静岡県静岡市清水区 | ベビーピンク（ピンク）   | 2008年8月と2009年9月、フジテレビ系『ハモネプリーグ』にユニット「やきそば☆SOUL」のメンバーとして出演。 2010年10月リリースのやしきたかじんのラストシングル『その時の空』に、子供コーラス隊として参加。 リトグリ結成からメジャーデビューまでの間、リーダーを務めた。 ダンスとピアノ弾き語りが得意。 好きな歌手・アーティストは宇多田ヒカル（音楽スクールの発表会で「FINAL DISTANCE」をピアノで弾き語りした）、三浦大知、ペンタトニックス、など。 芹奈とは同じボーカル&ダンススクールの出身で、グループ結成前からの知り合い。父はヤマハ発動機・ジュビロ磐田で活躍した元サッカー選手・指導者の古賀琢磨。 |
| MAYU （吉田真悠）          | 1999年9月12日（25歳） | 大阪府             | エメラルドグリーン（緑） | 2012年9月、第3回BAKKY JUMPINGシンガーコンテスト優勝。 声が大きくて、初期はメディア露出においてへそ出しが特徴 だった。 アニメソングが好き（テレビアニメ『ぴちぴちピッチ』など）。 好きな歌手・アーティストは島谷ひとみ（カラオケで「亜麻色の髪の乙女」を必ず歌っていたとのこと）、倖田來未（両親の影響）、BEGIN（三線の音が好きなことから）、など。 |
| アサヒ （小林あさひ）      | 1999年5月13日（26歳） | 北海道札幌市       | サンフラワー（黄色）     | 2010年9月、全日本カラオケグランプリ2010北海道大会キッズ部門優勝（アクターズスタジオ北海道本部校在籍中）。 2013年3月、テレビ朝日系『関ジャニの仕分け∞』歌うまキッズ出演（アクターズスタジオ北海道本部校在籍中）。 昭和歌謡、1980年代のアイドル歌謡が好き。 好きな歌手・アーティストは水野きみこ（元渡辺プロダクション所属）、岡田有希子（「-Dreaming Girl- 恋、はじめまして」はリピートソング）、など。 |
| ミカ （藤平美香）          | 2004年8月31日（20歳） | フィリピン         | マリーゴールド           | 2022年11月、「M∞NSTER AUDITION」よりグループ加入。 |
| 結海 （永井結海）          | 2004年5月29日（21歳） | 東京都             | ガーネット               | 2022年11月、「M∞NSTER AUDITION」よりグループ加入。 |
| miyou （カマラみゆアイダ） | 2003年2月12日（22歳） | 大阪府             | ターコイズ               | 2022年11月、「M∞NSTER AUDITION」よりグループ加入。 父親はギニア出身のミュージシャン。 |

### 元メンバー
| 名前                  | 生年月日              | 出身地           | メンバーカラー | 備考 |
| --------------------- | --------------------- | ---------------- | -------------- | --- |
| LINA （吉村リナ）     | 1999年6月24日（26歳） | 東京都           | 紫             | 兄はアーティストの城田純と、俳優の城田優。 2013年7月に脱退。また、メンバーカラーの紫は、その後manakaが継承。 |
| YUKA （坂本有香）     | 1999年4月20日（26歳） | 大阪府           | オレンジ       | 2013年1月、テレビ朝日系『関ジャニの仕分け∞』歌うまキッズ出演。 2013年10月以降、活動に参加していないため、そのまま自然脱退。 |
| 麻珠 （荒井麻珠）     | 1998年4月25日（27歳） | 山梨県富士吉田市 | 赤             | 透明感のある癒し系の声の持ち主。2012年4月、NHK『みんなのうた』の楽曲『HEART BEAT』に、コーラス参加。また、在籍中は、唇フェチとして、ガオラー（ファンの名称）に知られていた。猫を2匹飼っている。在籍中、「最強歌少女決定戦」としてグループ内で行われた決定戦では、他のメンバーを抑えて1位を獲得。CDにソロ曲も収録された。 2017年4月16日、グループ活動の無期限休止を発表して、同年6月30日に脱退。 2019年5月1日、約2年の充電期間を経て、ソロボーカリスト荒井麻珠として活動再開を発表。 |
| 芹奈 （長谷川芹奈）   | 1998年6月1日（27歳）  | 大阪府           | 青             | 2012年5月、第16回ORC200ヴォーカルクイーンコンテスト特別賞。 2013年7月、テレビ朝日系『関ジャニの仕分け∞』歌うまキッズ出演。2013年9月、歌うまキッズトーナメント初代チャンピオン。 グループのムードメーカー。 ビートボックスを特訓中。 家ではレコード愛好家。血液型はA型。また、大の犬好きで、犬を2匹飼っている。 好きな歌手・アーティストはクリスティーナ・アギレラ、マライア・キャリー（歌詞を耳コピで歌う）、桜田淳子（清水翔太のカバー・アルバム『MELODY』に収録されている「化粧」を聴いたのがきっかけ）、など。 2020年12月20日、体調不良のため一時的に休養することを発表。 2021年5月31日、診断名が「双極性障害」と「ADHD」であることを公表。 6月11日、活動再開を発表。同年12月に行われたライブ後に体調を崩し、長期の静養に入ることが2022年1月31日に発表された。 2022年7月24日をもって脱退。 2022年12月31日付でワタナベエンターテインメントを退所。 |
| manaka （福本まなか） | 2000年12月5日（24歳） | 大阪府           | 紫             | 2013年1月、第4回BAKKY JUMPINGシンガーコンテスト優勝。 2013年5月、第17回ORC200ヴォーカルクイーンコンテスト優勝。 2013年8月に加入。2013年9月29日、日本テレビ系『ものまねグランプリ』出演。 レコード収集が趣味（友人からレコードを勧められたのがきっかけ）。 1960・1970年代の洋楽やシティ・ポップが好き。 好きな歌手・アーティストはビートルズ（ジョン・レノンに恋をしている）、バーガーレコーズ、細野晴臣、シュガー・ベイブ、椎名林檎、など。 メンバー最年少。2014年のデビューからしばらくは髪型をボブにしており、トレードマークになっていたが、現在はロングヘアにしている。また番組出演の際には、眼鏡をかけることもある。 2021年12月15日よりソロプロジェクト「cat march」を始動する。 2022年3月15日、突発性難聴のため当面の活動休止・休養が発表された。 2022年7月24日をもって脱退。                                                                   |

## 略歴
2012年
- 3月27日、「最強歌少女（仮）」名義の4人グループ（リトグリメンバーでは、アサヒ、YUKAのみ）で、渋谷VUENOSの音楽イベント『NEXT BREAK vol.8』に出演。
- 7月より「最強歌少女オーディション」開始。合格した芹奈・麻珠・MAYU・かれん・LINAに「最強歌少女（仮）」からアサヒとYUKAが加わり、7人で『Little Glee Monster』を結成。

2013年
- 5月6日、中目黒LGMシアターにて初のライブを開催[31]。このライブの直後に、manakaのオーディションが行われた。
- 7月、LINAが脱退し[32] 6人組となった。
- 8月14日、manakaが加入し7人組となった。
- 8月28日、日本テレビ系『ZIP!』にて紹介された[33]。テレビ出演経験のあるメンバーも複数いたが、グループとしては初出演。
- 10月、YUKAが脱退し6人組となった。

2014年
- 3月16日、初めてのCDとなるミニアルバム『Little Glee Monster』を、HMV・Loppi限定でリリース。
- 8月14日、日本テレビ系『スッキリ!!』に生出演し、メジャーデビューを発表した[34]。
- 10月8日、東海ラジオ放送にて初のレギュラーラジオ番組『リトグリのハモれでぃお』が放送開始。
- 10月29日、シングル『放課後ハイファイブ』をリリースし、メジャーデビューを果たした。

2015年
- 6月27日、TBS系『TBSテレビ60周年特別企画 音楽の日2015』に出演し、TBSテーマ音楽メドレーをコーラス・歌唱。
- 7月24日、テレビ朝日系『ミュージックステーション』に初出演。
- 8月7日 - 8月9日、アメリカ合衆国サンフランシスコで開催されたJ-POP SUMMITに出演し、初の海外公演[35]。
- 9月23日、4thシングル『好きだ。』をリリース。TBS系列ドラマ『表参道高校合唱部!』の主題歌として起用され、オリコンデイリーチャート最高位4位（週間6位）を記録し、初のTOP10入りを果たした。YouTubeの動画再生回数は2000万回を超えている。

2016年
- 1月6日、1stフルアルバム『Colorful Monster』をリリースし、オリコンデイリーチャート最高位2位（週間4位）を記録。Billboard JAPANでは週間3位。
- 7月10日、『MBS presents 私のドリカム THE LIVE in 万博公園』に2年連続出演。
- 8月15日、フジテレビ主催のイベント「お台場みんなの夢大陸2016」内の『めざましライブ』に出演し、2017年1月8日に自身初初の日本武道館単独公演を行うことを発表した。また同日、公式サイトにて2020年までに20の夢を実現することを目指す『DREAM20』プロジェクトの始動も併せて発表した。
- 10月29日、メジャーデビュー2周年となる当日、報道陣の囲み取材に応じ、日本武道館公演チケットの一般販売分が受付開始から1分で即完売になったことを報告した。また2017年1月6日に2ndフルアルバム『Joyful Monster』をリリース予定であることも併せて発表した[36][37]。

2017年
- 1月8日、デビュー当時からの目標であった日本武道館でのワンマンライブを開催した。この模様は同年1月15日にWOWOWライブにて放送された[注釈 8]。
- 2月5日-3月26日、フジテレビほかFNS系列『ウチくる!?』のエンディングテーマとして、2ndフルアルバム『Joyful Monster』から毎週異なる楽曲（全8曲）がオンエアされた[38]。
- 4月16日、麻珠が同日付でLittle Glee Monsterとしての活動を無期限で休止することを発表した[39]。
- 4月28日、東京・Shibuya duo MUSIC EXCHANGEにて新曲披露ミニライブを開催した[40]。このステージより5人体制へ移行した。
- 5月22日、Earth, Wind & Fireの日本武道館公演にサポート・アクトとして出演した。
- 6月30日、麻珠が契約終了に伴い同日付で正式に脱退を発表した[41]。
- 7月12日-13日、幕張メッセにてアリアナ・グランデの日本公演にオープニング・アクトとして出演した。
- 10月19日、『いつかこの涙が』が「第96回全国高等学校サッカー選手権大会」応援歌に決定した[42]。
- 11月16日、「第68回NHK紅白歌合戦」への初出場を発表した[43]。
- 12月28日、「COUNTDOWN JAPAN17/18」Day1に出演し、MOON STAGEにて自身初のトリを務めた。
- 12月31日、「好きだ。〜夢を歌おうver.〜」 [注釈 9]で「第68回NHK紅白歌合戦」に初出場を果たした。

2018年
- 2月3日-3月25日、自身初のアリーナツアー「Little Glee Monster Arena Tour 2018 - juice !!!!! - 」を開催した。
- 5月9日、同年2月に開催されたアリーナツアーより横浜アリーナ公演の模様を収録した「Little Glee Monster Arena Tour 2018 - juice !!!!! - at YOKOHAMA ARENA」を発売。5/21付オリコン週間DVDランキング、週間ミュージックDVD・BDランキングの2冠を獲得し、自身初の首位を獲得した。
- 7月9日、日本で同年8月公開予定の米国映画「マンマ・ミーア! ヒア・ウィー・ゴー」のジャパン・アンバサダーに就任した[44]。
- 7月14日-15日、自身初となる海外単独公演「Little Glee Monster Asia Tour 2018 - juice!!!!! - 」を14日台湾、15日香港にて開催した[45]。
- 9月7日、「MTV VMAJ 2018」にて「世界はあなたに笑いかけている」が最優秀撮影賞を受賞した。
- 9月24日-12月19日、全国ツアー「Little Glee Monster Live Tour 2018〜Calling!!!!!〜」を開催した。
- 10月29日、初のアニバサリーファンクラブイベント『4th Anniversary! Little Glee Monster 1st Fan Club Event』がZepp Tokyoにて開催された。
- 12月6日、EX THEATER ROPPONGI にて同会場の5周年を記念した大原櫻子との対バンライブを開催した。
- 12月31日、「世界はあなたに笑いかけている」で「第69回NHK紅白歌合戦」に2年連続出場を果たした。

2019年
- 1月16日、4thフルアルバム「FLAVA」をリリースし、オリコン週間アルバムランキングにて初登場1位となり、自身初の首位を獲得した[46]。
- 2月5日-6日、自身2度目となる日本武道館公演「Little Glee Monster Live in BUDOKAN 2019〜Calling Over!!!!!」を開催した。
- 7月24日、『ECHO』が「NHKラグビーワールドカップ」テーマソングに決定した[47]。
- 10月14日、「第87回NHK全国学校音楽コンクール・中学生の部」の課題曲を担当することに決定した。また、課題曲の作詞も担当した[48]。
- 10月29日、LINE LIVEにてメジャーデビュー5周年記念生放送「5th Celebration LINE LIVE」を配信した。同配信でEarth, Wind & Fireとのコラボレーション楽曲、『I Feel The Light』を発表した。
- 11月1日-3日、同年8月より開催した全国ツアー「5th Celebration Tour 2019 〜MONSTER GROOVE PARTY〜」のファイナル公演として、2020年東京オリンピック・パラリンピックに向け改修工事を行った、国立代々木競技場 第一体育館のこけら落とし公演を開催した[49]。応募者殺到により初日の追加公演が決定し[50]、自身初の3Days公演となった。1日公演では、5th Celebration E.P.『I Feel The Light』のリリース、3日公演では『Little Glee Monster Live Tour 2020 ＞BRIGHT NEW WORLD＜』の開催を発表した。
- 11月16日、『第61回輝く！日本レコード大賞』にて『ECHO』が優秀作品賞を受賞した[51]。
- 12月31日、「ECHO」で「第70回NHK紅白歌合戦」に3年連続出場を果たした。芹奈の涙ながらの熱唱も話題となった。

2020年
- 1月9日、NHK-FMの音楽番組「ミューズノート」5代目パーソナリティーに就任した[注釈 10]。
- 2月12日、5thアルバム「BRIGHT NEW WORLD」をリリース。前作「FLAVA」から通算2作目となるオリコン1位を獲得した[52]。
- 2月21日、「第87回NHK全国学校音楽コンクール・中学生の部」の課題曲に「足跡」が決定した。なお、同コンクールは新型コロナウイルス流行の影響により中止となったため、同曲は2021年の課題曲に採用された。
- 3月20日、新型コロナウイルス流行により全国の卒業式が中止・縮小になった学生達に向けYouTubeにて『リトグリ卒業ライブSP』を配信した[53]。
- 6月27日、同月3日に新型コロナウイルス感染拡大の影響により、開催予定であった全国ツアーの全公演延期を発表し、少しでも同じ時間を共有したいとメンバーにより考案され生配信ライブ『Little Glee Monster ＞BRIGHT NEW WORLD＜ スペシャルオンデマンドライブ』を開催した[54]。
- 9月25日-26日、2020年唯一のコンサート会場でのライブ『Little Glee Monster Live on 2020 -足跡-』を東京ガーデンシアターより生配信で開催した。2日間に渡りコンセプトを設け、衣装・セットリストは両日異なるもので開催した[55]。
- 12月20日、芹奈が体調不良のため一時的に休養することを発表した[56]。
- 12月31日、『足跡』で「第71回NHK紅白歌合戦」に4年連続出場を果たした。なお、芹奈が休養中のため、4人での歌唱となった。

2021年
- 1月20日、初のベストアルバム『GRADATI∞N』をリリース。
- 1月27日、自身3度目の日本武道館公演を皮切りに「Little Glee Monster Arena Tour 2021 "Dearest"」がスタート。5公演での開催を予定していたが、緊急事態宣言による影響で広島、仙台の公演が中止となった。なお休養中の芹奈は ステージ中央に設置された巨大モニターに映し出された過去のライブ映像・PV映像での参加となった。また各公演のエンディングでは、芹奈から寄せられたファンへのメッセージも映し出された。
- 2月25日、TBS系「櫻井・有吉THE夜会」にてトークバラエティ初出演を果たした[57]。
- 4月17日-18日、同年1月から開催されていたアリーナツアーが自身最大規模の会場、さいたまスーパーアリーナでツアーファイナルを迎えた[58]。
- 5月31日、休養中の芹奈が「双極性障害」「ADHD」であることを発表した[59]。
- 6月11日、芹奈の活動再開を発表した[60]。6月23日に5人体制での新曲「REUNION」を配信リリースし、6月28日からスタートする全国ツアー「Little Glee Monster Live Tour 2020→2021 ＞BRIGHT NEW WORLD＜」はメンバー全員参加で開催された[60]。また、芹奈はメディアへの出演は行わずツアーに専念することも併せて発表した[61]。
- 11月15日、manakaによるソロ・プロジェクト「cat march」始動を発表した[62]。
- 12月28日、芹奈が体調を崩し静養が必要となったため、2022年1月に開催予定であった「Little Glee Monster "BRIGHT NEW WORLD PARTY 2022"」の開催中止を発表した[63]。

2022年
- 1月31日、芹奈が体調を崩し長期にわたる静養に入ることを発表した[64]。
- 3月15日、manakaが突発性難聴のため、当面の活動休止・休養が発表された。また、グループとしての当面の活動はかれん・MAYU・アサヒの3人で継続され、4月より開催された全国ツアーはコンセプトを変更し、上記の3人で開催した[29]。
- 5月11日、MAYUが新型コロナウイルスに感染したことが発表された。それに伴い、開催中であったツアーより京都・福岡・熊本公演が延期となった[65][66]。延期された公演は日程を調整し振替公演が実施された[67]。また翌日には、かれん・アサヒが陰性であったことが発表された[68]。
- 5月23日、MAYUが療養期間を終え復帰したことを発表した[69]。
- 7月15日、全国ツアーのファイナルとなる同月24日をもって、休養中の芹奈・manakaがグループを卒業することを発表した[70][71]。芹奈・manakaは新たな音楽活動に挑戦し、かれん・MAYU・アサヒはLittle Glee Monsterとして活動を継続する。またこれに伴い、新メンバー募集オーディションの開催を発表した。
- 7月24日、幕張メッセ・イベントホールにて全国ツアー「Little Glee Monster LiveTour 2022 Journey」ファイナル公演を開催し、5人体制での活動を終了した[72]。
- 11月16日、第2章の幕開けとして開催された「M∞NSTER AUDITION」の結果、7002人の応募者の中から新メンバーとして、ミカ・miyou・結海の3人が決定したことをTBS系情報番組『THE TIME,』にて発表した[73]。
- 11月27日、新体制のお披露目となるフリーライブを東京・恵比寿ガーデンプレイスにて開催した[74]。
- 12月14日、新体制初となる楽曲『Join Us!』を配信リリース[75]。

2023年
- 1月7日-8日、新体制初となるライブツアー「Little Glee Monster Live Tour 2023 Join Us!」が東京・昭和女子大学 人見記念講堂よりスタートした[76]。
- 1月28日、同月より開催されたライブツアー「Little Glee Monster Live Tour 2023 Join Us!」が大阪・オリックス劇場公演にてツアーファイナル迎え、新体制初となる全国ツアーの開催を発表した[77]。
- 3月22日、新体制初となるCD作品『Fanfare』をリリースした[78]。
- 4月22日、東京ガーデンシアター公演を皮切りに新体制初となる全国ツアー「Little Glee Monster Live Tour 2023 "Fanfare"」がスタートした[79]。
- 12月16日、TikTok生配信にて、視聴者からのアンケート機能結果や募ったエピソードを通じて新曲を制作する企画「視聴者の皆さんと楽曲制作」を発表。楽曲制作の過程も動画として随時公開していく[80]。

2024年
- 1月21日、前年4月にスタートした全国ツアー「Little Glee Monster Live Tour 2023 “Fanfare”」がパシフィコ横浜 国立大ホールにてツアーファイナルを迎えた[81]。
- 3月6日、『視聴者の皆さんと楽曲制作』企画から誕生した新曲「I Promise You」をアルバムに先行して配信リリース。また同日に、完全生歌・生演奏を1本のコンデンサーマイクで収録し、スタジオ内の臨場感をそのまま動画として公開する新企画「1MIC & 1TAKE LIVE」を開始。新曲の「I Promise You」を歌唱し公式YouTubeチャンネルでプレミア公開した[82]。
- 3月20日、現体制初となるアルバム『UNLOCK!』を発売[83]。
- 3月30日、全国ツアー「Little Glee Monster Live Tour 2024 “UNLOCK!”」が大阪・オリックス劇場よりスタートした。また翌31日には、完売となっていた東京ガーデンシアター公演の追加公演を発表した[84]。
- 7月6日、全国ツアー「Little Glee Monster Live Tour 2024 “UNLOCK!”」が東京ガーデンシアター公演にてツアーファイナルを迎えた[85]。またアンコールにて、10年記念ライブ「Little Glee Monster 10th Anniversary Live CELEBRATE / PROMISE」の開催が発表された。
- 10月8日、公式YouTubeチャンネルにてshot ver.のみ公開されていた全19曲のミュージックビデオをフルサイズで公開した[86]。
- 10月19日-20日、武蔵野の森 総合スポーツプラザ メインアリーナにてメジャーデビュー10周年記念ライブ「Little Glee Monster 10th Anniversary Live CELEBRATE[注 1] / PROMISE [注 2]」を開催した。
- 12月24日、ブルーノート東京にて初のクリスマスライブ「Little Glee Monster 10th Anniversary Christmas Special Live」を開催した。

2025年
- 2月10日、『For Decades』がJリーグ2025シーズンテーマソングに決定した[87]。
- 3月19日、8thアルバム『Ambitious』をリリース[88]。また同日、東京ドームにて開催された「MLB Tokyo Series presented by Guggenheim シカゴ・カブス対ロサンゼルス・ドジャース第2戦」セレモニーにて、日米両方の国歌斉唱を務めた[89]。
- 4月6日、全国ツアー「Little Glee Monster Live Tour 2025 “Ambitious”」が東京・J:COMホール八王子よりスタートした。また同公演にて、シングル『夢じゃないならなんなのさ』のリリースを発表し初披露した[90]。

## ディスコグラフィ

### シングル

#### CDシングル
| #    | 発売日         | タイトル                                | 規格                      | 規格品番      | オリコン最高位 | 収録アルバム     |
| ---- | -------------- | --------------------------------------- | ------------------------- | ------------- | -------------- | ---------------- |
| 1st  | 2014年10月29日 | 放課後ハイファイブ                      | CD+DVD（初回盤）          | SRCL-8628/29  | 18位           | Colorful Monster |
| 1st  | 2014年10月29日 | 放課後ハイファイブ                      | CD（通常盤）              | SRCL-8630     | 18位           | Colorful Monster |
| 2nd  | 2015年3月4日   | 青春フォトグラフ/Girls be Free!         | CD+DVD （初回盤）         | SRCL-8659/30  | 25位           | Colorful Monster |
| 2nd  | 2015年3月4日   | 青春フォトグラフ/Girls be Free!         | CD （通常盤）             | SRCL-8631     | 25位           | Colorful Monster |
| 3rd  | 2015年7月15日  | 人生は一度きり/ガオガオ・オールスター   | CD+DVD（初回盤）          | SRCL-8827/28  | 14位           | Colorful Monster |
| 3rd  | 2015年7月15日  | 人生は一度きり/ガオガオ・オールスター   | CD （通常盤）             | SRCL-8829     | 14位           | Colorful Monster |
| 3rd  | 2015年7月15日  | 人生は一度きり/ガオガオ・オールスター   | CD+DVD （期間生産限定盤） | SRCL-8830/31  | 14位           | Colorful Monster |
| 4th  | 2015年9月23日  | 好きだ。                                | CD+DVD （初回盤）         | SRCL-8883/84  | 6位            | Colorful Monster |
| 4th  | 2015年9月23日  | 好きだ。                                | CD （通常盤）             | SRCL-8885     | 6位            | Colorful Monster |
| 5th  | 2016年5月11日  | My Best Friend                          | CD+DVD （初回盤）         | SRCL-9053/54  | 5位            | Joyful Monster   |
| 5th  | 2016年5月11日  | My Best Friend                          | CD （通常盤）             | SRCL-9055     | 5位            | Joyful Monster   |
| 6th  | 2016年8月17日  | 私らしく生きてみたい/君のようになりたい | CD+DVD （初回盤A）        | SRCL-9154/55  | 6位            | Joyful Monster   |
| 6th  | 2016年8月17日  | 私らしく生きてみたい/君のようになりたい | CD+DVD （初回盤B）        | SRCL-9156/57  | 6位            | Joyful Monster   |
| 6th  | 2016年8月17日  | 私らしく生きてみたい/君のようになりたい | CD （通常盤）             | SRCL-9158     | 6位            | Joyful Monster   |
| 7th  | 2016年11月9日  | はじまりのうた                          | CD （1万枚限定生産盤）    | SRCL-9220     | 17位           | Joyful Monster   |
| 8th  | 2017年5月31日  | だから、ひとりじゃない                  | CD+DVD （初回盤）         | SRCL-9427/28  | 3位            | juice            |
| 8th  | 2017年5月31日  | だから、ひとりじゃない                  | CD （通常盤）             | SRCL-9429     | 3位            | juice            |
| 8th  | 2017年5月31日  | だから、ひとりじゃない                  | CD+DVD （期間生産限定盤） | SRCL-9430/31  | 3位            | juice            |
| 9th  | 2017年9月13日  | 明日へ                                  | CD+DVD （初回盤）         | SRCL-9476/77  | 2位            | juice            |
| 9th  | 2017年9月13日  | 明日へ                                  | CD （通常盤）             | SRCL-9478     | 2位            | juice            |
| 10th | 2017年11月8日  | OVER/ヒカルカケラ                       | CD+DVD （初回盤）         | SRCL-9620/21  | 6位            | juice            |
| 10th | 2017年11月8日  | OVER/ヒカルカケラ                       | CD （通常盤）             | SRCL-9622     | 6位            | juice            |
| 10th | 2017年11月8日  | OVER/ヒカルカケラ                       | CD （期間生産限定盤）     | SRCL-9623     | 6位            | juice            |
| 11th | 2018年3月14日  | ギュッと/CLOSE TO YOU                   | CD+DVD （初回盤）         | SRCL-9702/3   | 6位            | FLAVA            |
| 11th | 2018年3月14日  | ギュッと/CLOSE TO YOU                   | CD （通常盤）             | SRCL-9704     | 6位            | FLAVA            |
| 12th | 2018年8月1日   | 世界はあなたに笑いかけている            | CD+DVD （初回盤A）        | SRCL-9820/21  | 6位            | FLAVA            |
| 12th | 2018年8月1日   | 世界はあなたに笑いかけている            | CD+DVD （初回盤B）        | SRCL-9822/23  | 6位            | FLAVA            |
| 12th | 2018年8月1日   | 世界はあなたに笑いかけている            | CD （通常盤）             | SRCL-9824     | 6位            | FLAVA            |
| 13th | 2018年11月14日 | 夏になって歌え                          | LP（完全生産限定盤）      | SRJL-1121     | 34位           | FLAVA            |
| 14th | 2019年5月29日  | 君に届くまで                            | CD+DVD （初回盤）         | SRCL-11157/58 | 4位            | BRIGHT NEW WORLD |
| 14th | 2019年5月29日  | 君に届くまで                            | CD （通常盤）             | SRCL-11159    | 4位            | BRIGHT NEW WORLD |
| 14th | 2019年5月29日  | 君に届くまで                            | CD+DVD （期間生産限定盤） | SRCL-11160/61 | 4位            | BRIGHT NEW WORLD |
| 15th | 2019年9月25日  | ECHO                                    | CD+DVD （初回盤A）        | SRCL-11290/91 | 6位            | BRIGHT NEW WORLD |
| 15th | 2019年9月25日  | ECHO                                    | CD+DVD （初回盤B）        | SRCL-11292/93 | 6位            | BRIGHT NEW WORLD |
| 15th | 2019年9月25日  | ECHO                                    | CD （通常盤）             | SRCL-11294    | 6位            | BRIGHT NEW WORLD |
| 16th | 2020年9月2日   | 足跡                                    | CD+DVD （初回盤）         | SRCL-11517/18 | 5位            | GRADATI∞N        |
| 16th | 2020年9月2日   | 足跡                                    | CD （通常盤）             | SRCL-11519    | 5位            | GRADATI∞N        |
| 17th | 2020年12月16日 | Dear My Friend feat. Pentatonix         | CD+DVD （初回盤）         | SRCL-11597/98 | 9位            | GRADATI∞N        |
| 17th | 2020年12月16日 | Dear My Friend feat. Pentatonix         | CD （通常盤）             | SRCL-11599    | 9位            | GRADATI∞N        |
| 18th | 2021年12月8日  | 透明な世界                              | CD+BD （初回盤）          | SRCL-11950/51 | 9位            | Journey          |
| 18th | 2021年12月8日  | 透明な世界                              | CD （通常盤）             | SRCL-11952    | 9位            | Journey          |
| 18th | 2021年12月8日  | 透明な世界                              | CD+BD （期間生産限定盤）  | SRCL-11953/54 | 9位            | Journey          |
| 19th | 2022年3月2日   | Your Name                               | CD+BD （初回盤）          | SRCL-12063/64 | 7位            | Journey          |
| 19th | 2022年3月2日   | Your Name                               | CD （通常盤）             | SRCL-12065    | 7位            | Journey          |
| 19th | 2022年3月2日   | Your Name                               | CD+BD （期間生産限定盤）  | SRCL-12066/67 | 7位            | Journey          |
| 20th | 2022年6月8日   | magic!/生きなくちゃ                     | CD+BD （初回盤）          | SRCL-12167/68 | 6位            | 未収録           |
| 20th | 2022年6月8日   | magic!/生きなくちゃ                     | CD （通常盤）             | SRCL-12169    | 6位            | 未収録           |
| 21st | 2023年8月23日  | 今この瞬間を                            | CD+BD （初回盤）          | SRCL-12560/61 | 7位            | UNLOCK!          |
| 21st | 2023年8月23日  | 今この瞬間を                            | CD （通常盤）             | SRCL-12562    | 7位            | UNLOCK!          |
| 21st | 2023年8月23日  | 今この瞬間を                            | CD+BD （期間生産限定盤）  | SRCL-12563/64 | 7位            | UNLOCK!          |
| 22nd | 2023年11月22日 | UP TO ME!                               | CD+BD （初回盤）          | SRCL-12680/81 | 4位            | UNLOCK!          |
| 22nd | 2023年11月22日 | UP TO ME!                               | CD （通常盤）             | SRCL-12682    | 4位            | UNLOCK!          |
| 22nd | 2023年11月22日 | UP TO ME!                               | CD+BD （期間生産限定盤）  | SRCL-12683/84 | 4位            | UNLOCK!          |
| 23rd | 2024年8月7日   | ORIGAMI                                 | CD+BD （初回盤）          | SRCL-12935/36 | 8位            | Ambitious        |
| 23rd | 2024年8月7日   | ORIGAMI                                 | CD（通常盤）              | SRCL-12937    | 8位            | Ambitious        |
| 23rd | 2024年8月7日   | ORIGAMI                                 | CD+BD （期間生産限定盤）  | SRCL-12938/39 | 8位            | Ambitious        |
| 24th | 2024年11月13日 | Break out of your bubble                | CD+BD+GOODS （初回盤）    | SRCL-13046/48 | 8位            | Ambitious        |
| 24th | 2024年11月13日 | Break out of your bubble                | CD （通常盤）             | SRCL-13049    | 8位            | Ambitious        |
| 25th | 2025年5月28日  | 夢じゃないならなんなのさ                | CD+BD（初回盤）           | SRCL-13320/21 | 7位            | -                |
| 25th | 2025年5月28日  | 夢じゃないならなんなのさ                | CD（通常盤）              | SRCL-13322    | 7位            | -                |
| 25th | 2025年5月28日  | 夢じゃないならなんなのさ                | CD+BD（期間生産限定盤）   | SRCL-13323/24 | 7位            | -                |

#### 配信限定シングル[注釈 12]
| #   | 発売日         | タイトル                                                                          | 規格                   | 初収録作品 |
| --- | -------------- | --------------------------------------------------------------------------------- | ---------------------- | ---------- |
| -   | 2017年12月3日  | Jupiter                                                                           | デジタル・ダウンロード | juice      |
| 1st | 2018年11月9日  | 世界はあなたに笑いかけている -winter ver.-                                        | デジタル・ダウンロード | FLAVA      |
| -   | 2021年4月15日  | 好きだ。-5th Celebration Tour 2019 〜MONSTER GROOVE PARTY〜-                      | デジタル・ダウンロード |            |
| -   | 2021年4月15日  | 世界はあなたに笑いかけている -5th Celebration Tour 2019 〜MONSTER GROOVE PARTY〜- | デジタル・ダウンロード |            |
| -   | 2019年7月24日  | Classic                                                                           | デジタル・ダウンロード | ECHO       |
| 2nd | 2021年6月9日   | 君といれば                                                                        | デジタル・ダウンロード | re-union   |
| 3rd | 2021年6月23日  | REUNION                                                                           | デジタル・ダウンロード | re-union   |
| -   | 2021年8月15日  | 君といれば -complete ver.-                                                        | デジタル・ダウンロード | re-union   |
| 4th | 2022年12月14日 | Join Us!                                                                          | デジタル・ダウンロード | Fanfare    |
| -   | 2023年3月1日   | 世界はあなたに笑いかけている - From THE FIRST TAKE -                              | デジタル・ダウンロード |            |
| -   | 2023年3月1日   | Join Us! - From THE FIRST TAKE -                                                  | デジタル・ダウンロード |            |
| -   | 2023年8月2日   | WONDER LOVER - With ensemble                                                      | デジタル・ダウンロード |            |
| -   | 2023年8月2日   | Waves - With ensemble                                                             | デジタル・ダウンロード |            |
| 5th | 2024年1月12日  | 紅                                                                                | デジタル・ダウンロード |            |
| -   | 2024年3月27日  | 今日の日はさようなら                                                              | デジタル・ダウンロード |            |
| -   | 2025年7月22日  | 雲の感触 (Little Glee Monster Live Tour 2025 “Ambitious” - 2025.04.06)            | デジタル・ダウンロード |            |

### アルバム

#### アルバム
| #   | 発売日        | タイトル         | 規格                          | 規格品番      | オリコン最高位 |
| --- | ------------- | ---------------- | ----------------------------- | ------------- | -------------- |
| 1st | 2016年1月6日  | Colorful Monster | CD+DVD （初回盤）             | SRCL-8962/63  | 4位            |
| 1st | 2016年1月6日  | Colorful Monster | 2CD （通常盤）                | SRCL-8964/65  | 4位            |
| 1st | 2016年1月6日  | Colorful Monster | CD （期間生産限定盤）         | SRCL-8966     | 4位            |
| 2nd | 2017年1月6日  | Joyful Monster   | CD+マフラー（完全生産限定盤） | SRCL-9274/75  | 4位            |
| 2nd | 2017年1月6日  | Joyful Monster   | CD+DVD （初回盤）             | SRCL-9276/77  | 4位            |
| 2nd | 2017年1月6日  | Joyful Monster   | 2CD （通常盤）                | SRCL-9278/79  | 4位            |
| 2nd | 2017年1月6日  | Joyful Monster   | CD （期間生産限定盤）         | SRCL-9280     | 4位            |
| 3rd | 2018年1月17日 | juice            | CD+DVD （初回盤）             | SRCL-9638/39  | 2位            |
| 3rd | 2018年1月17日 | juice            | 2CD （通常盤）                | SRCL-9640/41  | 2位            |
| 3rd | 2018年1月17日 | juice            | CD （期間生産限定盤）         | SRCL-9642     | 2位            |
| 4th | 2019年1月16日 | FLAVA            | CD+DVD （初回盤A）            | SRCL-11050/51 | 1位            |
| 4th | 2019年1月16日 | FLAVA            | CD+DVD （初回盤B）            | SRCL-11052/53 | 1位            |
| 4th | 2019年1月16日 | FLAVA            | 2CD （通常盤）                | SRCL-11054/55 | 1位            |
| 5th | 2020年2月12日 | BRIGHT NEW WORLD | CD+DVD （初回盤A）            | SRCL-11394/95 | 1位            |
| 5th | 2020年2月12日 | BRIGHT NEW WORLD | CD+DVD （初回盤B）            | SRCL-11396/97 | 1位            |
| 5th | 2020年2月12日 | BRIGHT NEW WORLD | 2CD （通常盤）                | SRCL-11398/99 | 1位            |
| 6th | 2022年4月20日 | Journey          | CD+BD （初回盤A）             | SRCL-12120/21 | 2位            |
| 6th | 2022年4月20日 | Journey          | 2CD （初回盤B）               | SRCL-12122/23 | 2位            |
| 6th | 2022年4月20日 | Journey          | CD （通常盤）                 | SRCL-12124    | 2位            |
| 7th | 2024年3月20日 | UNLOCK!          | CD+BD（初回盤A）              | SRCL-12180/81 | 4位            |
| 7th | 2024年3月20日 | UNLOCK!          | CD（初回盤B）                 | SRCL-12182    | 4位            |
| 7th | 2024年3月20日 | UNLOCK!          | 2CD（通常盤）                 | SRCL-12184/85 | 4位            |
| 8th | 2025年3月19日 | Ambitious        | CD+BD（初回盤A）              | SRCL-13178/79 | 4位            |
| 8th | 2025年3月19日 | Ambitious        | 2CD（初回盤B）                | SRCL-13180/81 | 4位            |
| 8th | 2025年3月19日 | Ambitious        | CD（通常盤）                  | SRCL-13182    | 4位            |

#### EP
| #   | 発売日         | タイトル                                      | 規格                       | 規格品番      | オリコン最高位 | 備考        |
| --- | -------------- | --------------------------------------------- | -------------------------- | ------------- | -------------- | ----------- |
| 1st | 2019年12月11日 | I Feel The Light featuring Earth, Wind & Fire | CD+DVD （初回盤）          | SRCL-11307/8  | 5位            | 5周年記念盤 |
| 1st | 2019年12月11日 | I Feel The Light featuring Earth, Wind & Fire | CD （通常盤）              | SRCL-11309    | 5位            | 5周年記念盤 |
| 2nd | 2023年3月22日  | Fanfare                                       | CD+BD （初回盤A）          | SRCL-12445/46 | 6位            |             |
| 2nd | 2023年3月22日  | Fanfare                                       | CD+フォトブック（初回盤B） | SRCL-12447/48 | 6位            |             |
| 2nd | 2023年3月22日  | Fanfare                                       | CD （通常盤）              | SRCL-12449    | 6位            |             |

#### ベスト・アルバム
| #   | 発売日        | タイトル  | 規格               | 規格品番      | オリコン最高位 |
| --- | ------------- | --------- | ------------------ | ------------- | -------------- |
| 1st | 2021年1月20日 | GRADATI∞N | 3CD+BD （初回盤A） | SRCL-11642/45 | 3位            |
| 1st | 2021年1月20日 | GRADATI∞N | 3CD+BD （初回盤B） | SRCL-11646/49 | 3位            |
| 1st | 2021年1月20日 | GRADATI∞N | 3CD （通常盤）     | SRCL-11650/2  | 3位            |

#### ミニ・アルバム
| #                                   | 発売日                              | タイトル                            | 規格                                | 規格品番                            | オリコン最高位                      | 備考                                 |                                     |                                     |                                     |
| Samba Free レーベル（インディーズ） | Samba Free レーベル（インディーズ） | Samba Free レーベル（インディーズ） | Samba Free レーベル（インディーズ） | Samba Free レーベル（インディーズ） | Samba Free レーベル（インディーズ） | Samba Free レーベル（インディーズ）  | Samba Free レーベル（インディーズ） | Samba Free レーベル（インディーズ） | Samba Free レーベル（インディーズ） |
| ----------------------------------- | ----------------------------------- | ----------------------------------- | ----------------------------------- | ----------------------------------- | ----------------------------------- | ------------------------------------ | ----------------------------------- | ----------------------------------- | ----------------------------------- |
| -                                   | 2014年3月16日                       | Little Glee Monster                 | CD                                  | UXCL-0062                           | -                                   | HMV・Loppi限定、約1000枚限定リリース |                                     |                                     |                                     |
| gr8!records（メジャー）             |                                     |                                     |                                     |                                     |                                     |                                      |                                     |                                     |                                     |
| 1st                                 | 2016年11月9日                       | Little Glee Monster                 | 2CD                                 | SRCL-9221/22                        | 7位                                 | 復刻盤                               |                                     |                                     |                                     |
| 2nd                                 | 2021年9月22日                       | re-union                            | CD+BD（初回盤A）                    | SRCL-11765/66                       | 4位                                 |                                      |                                     |                                     |                                     |
| 2nd                                 | 2021年9月22日                       | re-union                            | CD+BD （初回盤B）                   | SRCL-11767/68                       | 4位                                 |                                      |                                     |                                     |                                     |
| 2nd                                 | 2021年9月22日                       | re-union                            | CD （通常盤）                       | SRCL-11769                          | 4位                                 |                                      |                                     |                                     |                                     |

#### 配信限定アルバム
|      | 配信日         | タイトル                                                           |
| ---- | -------------- | ------------------------------------------------------------------ |
| 1st  | 2017年1月12日  | Little Glee Monster Live at Billboard Live TOKYO                   |
| 2nd  | 2021年10月29日 | 5th Celebration Tour 2019 〜MONSTER GROOVE PARTY〜                 |
| 3rd  | 2021年10月29日 | ＞BRIGHT NEW WORLD＜スペシャルオンデマンドライブ                   |
| 4th  | 2021年10月29日 | Little Glee Monster Live in BUDOKAN 2019〜Calling Over!!!!!        |
| 5th  | 2021年10月29日 | Little Glee Monster Live on 2020 -足跡(Day1)2020.09.25             |
| 6th  | 2021年10月29日 | Little Glee Monster Live on 2020 -足跡(Day2)2020.09.26             |
| 7th  | 2022年12月7日  | Live Tour 2022 Journey                                             |
| 8th  | 2023年3月22日  | Little Glee Monster Live Tour 2023 Join Us! on 2023.01.07 1st Live |
| 9th  | 2023年8月30日  | Little Glee Monster リトグリCLUB 限定LIVE "Fanfare" 0              |
| 10th | 2023年11月22日 | Little Glee Monster リトグリCLUB 限定LIVE "Fanfare" 0              |
| 11th | 2023年12月27日 | Little Glee Monster Live Tour 2023 “Fanfare”                       |
| 12th | 2024年3月27日  | Little Glee Monster Live Tour 2023 “Fanfare” on 2024.01.21         |
| 13th | 2025年1月15日  | Little Glee Monster Live Tour 2024 “UNLOCK!” - 2024.07.06          |

#### コンピレーションアルバム
- ずっと好きでした。presented by 胸キュンスカッと（2017年7月5日）- SRCL-9459
  - 会いにゆく（#14)
- Dream2〜Disney Greatest Songs〜（2018年02月14日）- AVCW-63258
  - 君のようになりたい（#4）
- 確かにあの日々は恋だった。（2018年10月17日）- SRCL-9938
  - ギュッと（#11）
- 確かにあの瞬間は恋だった。（2019年10月9日）- SRCL-11259
  - CLOSE TO YOU（#26）
- BORUTO THE BEST（2019年12月18日）- SVWC-70468
  - OVER（#4）
- ＃エール〜365日をつなぐうた〜（2020年9月30日）- WPCL-13240
  - ECHO（#6）
- SING for ONE 〜みんなとつながる。あしたへつながる。〜（2020年10月14日）- AICL-3934
  - 世界はあなたに笑いかけている（#9）
- Disney BEST MEGAMIX by DJ FUMI★YEAH！（2020年12月2日）- UWCD-1092
  - 君のようになりたい（#28）
- 確かに忘れられない恋だった。（2021年3月10日）- SRCL-11429
  - 小さな恋が、終わった（#17）

### 映像作品
|     | 発売日           | タイトル                                                               | 規格                              | 規格盤品     | オリコン |
| --- | ---------------- | ---------------------------------------------------------------------- | --------------------------------- | ------------ | -------- |
| 1st | 2017年4月5日     | Little Glee Monster Live in 武道館〜はじまりのうた〜                   | 2BD（初回盤）                     | SRXL-120/21  | 3位      |
| 1st | 2017年4月5日     | Little Glee Monster Live in 武道館〜はじまりのうた〜                   | BD （通常盤）                     | SRXL-122     | 3位      |
| 1st | 2017年4月5日     | Little Glee Monster Live in 武道館〜はじまりのうた〜                   | 2DVD （初回盤）                   | SRBL-1739/40 | 3位      |
| 1st | 2017年4月5日     | Little Glee Monster Live in 武道館〜はじまりのうた〜                   | DVD （通常盤）                    | SRBL-1741    | 3位      |
| 2nd | 2018年5月9日     | Little Glee Monster Arena Tour 2018 - juice !!!!! - at YOKOHAMA ARENA  | 2BD（初回盤）                     | SRXL-164/65  | 1位      |
| 2nd | 2018年5月9日     | Little Glee Monster Arena Tour 2018 - juice !!!!! - at YOKOHAMA ARENA  | BD （通常盤）                     | SRXL-166     | 1位      |
| 2nd | 2018年5月9日     | Little Glee Monster Arena Tour 2018 - juice !!!!! - at YOKOHAMA ARENA  | 2DVD （初回盤）                   | SRBL-1798/99 | 1位      |
| 2nd | 2018年5月9日     | Little Glee Monster Arena Tour 2018 - juice !!!!! - at YOKOHAMA ARENA  | DVD （通常盤）                    | SRBL-1800    | 1位      |
| 3rd | 2018年10月31日   | Little Glee Monster MTV Unplugged                                      | BD（Blu-ray盤）                   | SRXL-184     | 2位      |
| 3rd | 2018年10月31日   | Little Glee Monster MTV Unplugged                                      | DVD （DVD盤）                     | SRBL-1820    | 2位      |
| 4th | 2019年6月19日    | Little Glee Monster Live in BUDOKAN 2019〜Calling Over!!!!!            | 2BD（初回盤）                     | SRXL-198/99  | 1位      |
| 4th | 2019年6月19日    | Little Glee Monster Live in BUDOKAN 2019〜Calling Over!!!!!            | BD （通常盤）                     | SRXL-200     | 1位      |
| 4th | 2019年6月19日    | Little Glee Monster Live in BUDOKAN 2019〜Calling Over!!!!!            | 2DVD （初回盤）                   | SRBL-1844/45 | 1位      |
| 4th | 2019年6月19日    | Little Glee Monster Live in BUDOKAN 2019〜Calling Over!!!!!            | DVD （通常盤）                    | SRBL-1846    | 1位      |
| 5th | 2020年4月8日     | Little Glee Monster 5th Celebration Tour 2019 〜MONSTER GROOVE PARTY〜 | 2BD（初回盤）                     | SRXL-250/51  | 2位      |
| 5th | 2020年4月8日     | Little Glee Monster 5th Celebration Tour 2019 〜MONSTER GROOVE PARTY〜 | BD （通常盤）                     | SRXL-252     | 2位      |
| 5th | 2020年4月8日     | Little Glee Monster 5th Celebration Tour 2019 〜MONSTER GROOVE PARTY〜 | 2DVD （初回盤）                   | SRBL-1920/21 | 2位      |
| 5th | 2020年4月8日     | Little Glee Monster 5th Celebration Tour 2019 〜MONSTER GROOVE PARTY〜 | DVD （通常盤）                    | SRBL-1922    | 2位      |
| 6th | 2022年11月30日   | Little Glee Monster Live Tour 2022 Journey                             | 2BD（初回盤）                     | SRXL-390/91  | 3位      |
| 6th | 2022年11月30日   | Little Glee Monster Live Tour 2022 Journey                             | BD （通常盤）                     | SRXL-392     | 3位      |
| 6th | 2022年11月30日   | Little Glee Monster Live Tour 2022 Journey                             | 2DVD （初回盤）                   | SRBL-2095/96 | 3位      |
| 6th | 2022年11月30日   | Little Glee Monster Live Tour 2022 Journey                             | DVD （通常盤）                    | SRBL-2097    | 3位      |
| 7th | 2023年12月13日   | Little Glee Monster Live Tour 2023 “Fanfare”                           | 2BD（初回盤）                     | SRXL-463/64  | 2位      |
| 7th | 2023年12月13日   | Little Glee Monster Live Tour 2023 “Fanfare”                           | BD （通常盤）                     | SRXL-465     | 2位      |
| 7th | 2023年12月13日   | Little Glee Monster Live Tour 2023 “Fanfare”                           | 2DVD （初回盤）                   | SRBL-2212/13 | 2位      |
| 7th | 2023年12月13日   | Little Glee Monster Live Tour 2023 “Fanfare”                           | DVD （通常盤）                    | SRBL-2214    | 2位      |
| 8th | 2024年12月18日   | Little Glee Monster Live Tour 2024 “UNLOCK!”                           | 2BD（初回盤）                     | SRXL-546/47  | 6位      |
| 8th | 2024年12月18日   | Little Glee Monster Live Tour 2024 “UNLOCK!”                           | BD（通常盤）                      | SRXL-548     | 6位      |
| 8th | 2024年12月18日   | Little Glee Monster Live Tour 2024 “UNLOCK!”                           | 2DVD（初回盤）                    | SRBL-2320/21 | 6位      |
| 8th | 2024年12月18日   | Little Glee Monster Live Tour 2024 “UNLOCK!”                           | DVD（通常盤）                     | SRBL-2322    | 6位      |
| 9th | 2025年9月3日予定 | Little Glee Monster 10th Anniversary Live                              | 3BD+Photo Book（完全生産限定盤）  | SRXL-590/93  | -        |
| 9th | 2025年9月3日予定 | Little Glee Monster 10th Anniversary Live                              | 5DVD+Photo Book（完全生産限定盤） | SRBL-2385/90 | -        |
| 9th | 2025年9月3日予定 | Little Glee Monster 10th Anniversary Live                              | BD+ポスター（初回仕様限定盤）     | SRXL-594     | -        |
| 9th | 2025年9月3日予定 | Little Glee Monster 10th Anniversary Live                              | 2DVD+ポスター（初回仕様限定盤）   | SRBL-2391/92 | -        |
| 9th | 2025年9月3日予定 | Little Glee Monster 10th Anniversary Live                              | BD+ポスター（初回仕様限定盤）     | SRXL-595     | -        |
| 9th | 2025年9月3日予定 | Little Glee Monster 10th Anniversary Live                              | 2DVD+ポスター（初回仕様限定盤）   | SRBL-2393/94 | -        |

### ミュージック・ビデオ
- 「※」は公式YouTubeチャンネルにてshort ver.で公開された楽曲

| 公開日  | 公開日   | 曲名                                        | 備考                  |
| ------- | -------- | ------------------------------------------- | --------------------- |
| 2014年  | 3月14日  | HARMONY                                     | MV - YouTube          |
| 2014年  | 10月9日  | 放課後ハイファイブ※                         | MV - YouTube          |
| 2015年  | 2月11日  | Girls be Free!                              | MV - YouTube          |
| 2015年  | 2月21日  | 青春フォトグラフ -Short ver.-               | MV - YouTube          |
| 2015年  | 3月4日   | 青春フォトグラフ                            | MV - YouTube          |
| 2015年  | 6月4日   | 人生は一度きり -Lyric Movie short ver.-     | Lyric Video - YouTube |
| 2015年  | 6月11日  | ガオガオ・オールスター※                     | MV - YouTube          |
| 2015年  | 7月3日   | 人生は一度きり※                             | MV - YouTube          |
| 2015年  | 8月1日   | Brand New Me                                | MV - YouTube          |
| 2015年  | 8月23日  | 好きだ。※                                   | MV - YouTube          |
| 2015年  | 12月14日 | 小さな恋が、終わった※                       | MV - YouTube          |
| 2016年  | 4月21日  | My Best Friend※                             | MV - YouTube          |
| 2016年  | 7月16日  | 私らしく生きてみたい※                       | MV - YouTube          |
| 2016年  | 11月9日  | はじまりのうた※                             | MV - YouTube          |
| 2017年] | 5月11日  | だから、ひとりじゃない※                     | MV - YouTube          |
| 2017年] | 9月5日   | 明日へ※                                     | MV - YouTube          |
| 2017年] | 10月31日 | ヒカルカケラ                                | MV - YouTube          |
| 2017年] | 11月8日  | OVER※                                       | MV - YouTube          |
| 2017年] | 12月20日 | いつかこの涙が※                             | MV - YouTube          |
| 2017年] | 12月23日 | ヒカルカケラ -メンバー歌唱Ver.-             | MV - YouTube          |
| 2018年  | 1月11日  | Gift※                                       | MV - YouTube          |
| 2018年  | 2月14日  | ギュッと                                    | Lyric Video - YouTube |
| 2018年  | 3月2日   | ギュッと                                    | MV - YouTube          |
| 2018年  | 4月4日   | CLOSE TO YOU※                               | MV - YouTube          |
| 2018年  | 7月5日   | 世界はあなたに笑いかけている※               | MV - YouTube          |
| 2018年  | 11月14日 | 夏になって歌え※                             | MV - YouTube          |
| 2019年  | 1月11日  | 恋を焦らず※                                 | MV - YouTube          |
| 2019年  | 1月15日  | ハピネス※                                   | MV - YouTube          |
| 2019年  | 5月1日   | 君に届くまで -Short ver.-                   | MV - YouTube          |
| 2019年  | 5月31日  | 君に届くまで                                | MV - YouTube          |
| 2019年  | 9月10日  | ECHO                                        | MV - YouTube          |
| 2019年  | 11月29日 | I Feel The Light featuring Earth,Wind&Fire※ | MV - YouTube          |
| 2020年  | 2月6日   | STARTING OVER                               | MV - YouTube          |
| 2020年  | 2月11日  | SPIN                                        | MV - YouTube          |
| 2020年  | 8月21日  | 足跡                                        | MV - YouTube          |
| 2020年  | 11月27日 | Dear My Friend feat. Pentatonix             | MV - YouTube          |
| 2021年  | 1月1日   | SPIN                                        | MV - YouTube          |
| 2021年  | 6月9日   | 君といれば                                  | MV - YouTube          |
| 2021年  | 6月23日  | REUNION                                     | MV - YouTube          |
| 2021年  | 8月15日  | 君といれば -complete ver.-                  | MV - YouTube          |
| 2021年  | 11月6日  | 透明な世界                                  | MV - YouTube          |
| 2022年  | 2月24日  | 3月9日                                      | MV - YouTube          |
| 2022年  | 4月15日  | 心に空を                                    | MV - YouTube          |
| 2022年  | 4月20日  | Your Name                                   | MV - YouTube          |
| 2022年  | 4月23日  | WONDERLAND                                  | MV - YouTube          |
| 2022年  | 6月8日   | magic!                                      | MV - YouTube          |
| 2022年  | 6月12日  | 生きなくちゃ                                | MV - YouTube          |
| 2022年  | 12月14日 | Join Us!                                    | MV - YouTube          |
| 2023年  | 3月14日  | WONDER LOVER                                | MV - YouTube          |
| 2023年  | 7月15日  | 今この瞬間を                                | MV - YouTube          |
| 2023年  | 8月25日  | 今この瞬間を -シンガロングMV-               | MV - YouTube          |
| 2023年  | 11月16日 | UP TO ME!                                   | MV - YouTube          |
| 2024年  | 1月13日  | 紅                                          | MV - YouTube          |
| 2024年  | 3月20日  | 青春フォトグラフ -2024 ver.-                | MV - YouTube          |
| 2024年  | 3月22日  | I Promise You                               | MV - YouTube          |
| 2024年  | 4月1日   | ちょ待って！                                | MV - YouTube          |
| 2024年  | 4月6日   | ちょ待って！※NEW                            | MV - YouTube          |
| 2024年  | 7月12日  | ORIGAMI                                     | MV - YouTube          |
| 2024年  | 10月8日  | 放課後ハイファイブ                          | MV - YouTube          |
| 2024年  | 10月8日  | 人生は一度きり                              | MV - YouTube          |
| 2024年  | 10月8日  | ガオガオ・オールスター                      | MV - YouTube          |
| 2024年  | 10月8日  | 好きだ。                                    | MV - YouTube          |
| 2024年  | 10月8日  | 小さな恋が、終わった                        | MV - YouTube          |
| 2024年  | 10月8日  | My Best Friend                              | MV - YouTube          |
| 2024年  | 10月8日  | 私らしく生きてみたい                        | MV - YouTube          |
| 2024年  | 10月8日  | はじまりのうた                              | MV - YouTube          |
| 2024年  | 10月8日  | だから、ひとりじゃない                      | MV - YouTube          |
| 2024年  | 10月8日  | 明日へ                                      | MV - YouTube          |
| 2024年  | 10月8日  | OVER                                        | MV - YouTube          |
| 2024年  | 10月8日  | いつかこの涙が                              | MV - YouTube          |
| 2024年  | 10月8日  | Gift                                        | MV - YouTube          |
| 2024年  | 10月8日  | CLOSE TO YOU                                | MV - YouTube          |
| 2024年  | 10月8日  | 世界はあなたに笑いかけている                | MV - YouTube          |
| 2024年  | 10月8日  | 夏になって歌え                              | MV - YouTube          |
| 2024年  | 10月8日  | 恋を焦らず                                  | MV - YouTube          |
| 2024年  | 10月8日  | ハピネス                                    | MV - YouTube          |
| 2024年  | 10月8日  | move on                                     | MV - YouTube          |
| 2024年  | 10月9日  | Break out of your bubble                    | MV - YouTube          |
| 2025年  | 2月28日  | For Decades                                 | MV - YouTube          |
| 2025年  | 3月18日  | Run                                         | MV - YouTube          |
| 2025年  | 4月12日  | 夢じゃないならなんなのさ                    | MV - YouTube          |

### ライブ・ビデオ
- 「※」は公式YouTubeチャンネルにてshort ver.で公開された楽曲

| 公開日 | 公開日   | 曲名                                             | 動画                 | 備考 |
| ------ | -------- | ------------------------------------------------ | -------------------- | --- |
| 2015年 | 5月28日  | 朝がまた来る                                     | Live Video - YouTube | 2015年4月19日にTSUTAYA O-EASTにて開催された「1st Live Tour 〜東名阪でハイ、ピース!!」の映像。                                                 |
| 2016年 | 1月6日   | 全力REAL LIFE※                                   | Live Video - YouTube | 2015年12月13日に東京ドームシティホールにて開催された「冬のガオフェス2015 〜豪華ゲストを迎え、リトグリがこの冬にお送りする歌の祭典〜」の映像。 |
| 2017年 | 2月2日   | Catch me if you can※                             | Live Video - YouTube | 2017年1月8日に日本武道館にて開催された「Live in BUDOKAN 〜はじまりのうた〜」の映像。                                                          |
| 2017年 | 12月31日 | 好きだ。                                         | Live Video - YouTube | 2017年9月18日にパシフィコ横浜にて開催された「Live Tour 2017 〜Let's Grooooove!!!!! Monster〜」の映像。                                        |
| 2020年 | 2月29日  | 世界はあなたに笑いかけている                     | Live Video - YouTube | 2019年11月3日に国立代々木競技場第一体育館にて開催された「5th Celebration Tour 2019 〜MONSTER GROOVE PARTY〜」の映像。                         |
| 2020年 | 3月29日  | Jupiter                                          | Live Video - YouTube | 2019年11月3日に国立代々木競技場第一体育館にて開催された「5th Celebration Tour 2019 〜MONSTER GROOVE PARTY〜」の映像。                         |
| 2020年 | 10月28日 | だから、ひとりじゃない〜OVER                     | Live Video - YouTube | 2020年6月27日にeplus LIVING ROOM CAFE&DININGにて開催された「＞BRIGHT NEW WORLD＜ スペシャルオンデマンドライブ」の映像。                       |
| 2020年 | 12月11日 | Don't Worry Be Happy〜Be My Baby                 | Live Video - YouTube | 2020年9月25,26日に東京ガーデンシアターにて開催された「Live on 2020 -足跡-」の映像。                                                           |
| 2021年 | 2月20日  | In Your Calling                                  | Live Video - YouTube | 2020年6月27日にeplus LIVING ROOM CAFE&DININGにて開催された「＞BRIGHT NEW WORLD＜ スペシャルオンデマンドライブ」の映像。                       |
| 2021年 | 2月25日  | VIVA                                             | Live Video - YouTube | 2021年1月28日に日本武道館にて開催された「Arena Tour 2021 ”Dearest“」の映像。                                                                  |
| 2021年 | 3月6日   | So Long Good Bye〜ギュッと                       | Live Video - YouTube | 2020年9月25,26日に東京ガーデンシアターにて開催された「Live on 2020 -足跡-」の映像。                                                           |
| 2021年 | 3月13日  | 青春フォトグラフ                                 | Live Video - YouTube | 2019年2月6日に日本武道館にて開催された「Live in BUDOKAN〜Calling Over!!!!!」の映像。                                                          |
| 2021年 | 3月20日  | Waves                                            | Live Video - YouTube | 2021年1月28日に日本武道館にて開催された「Arena Tour 2021 ”Dearest“」の映像。                                                                  |
| 2021年 | 4月16日  | 好きだ。× 360 Reality Audio                      | Live Video - YouTube | 2019年11月3日に国立代々木競技場第一体育館にて開催された「5th Celebration Tour 2019 〜MONSTER GROOVE PARTY〜」の映像。                         |
| 2021年 | 4月16日  | 世界はあなたに笑いかけている × 360 Reality Audio | Live Video - YouTube | 2019年11月3日に国立代々木競技場第一体育館にて開催された「5th Celebration Tour 2019 〜MONSTER GROOVE PARTY〜」の映像。                         |
| 2021年 | 6月30日  | いつかこの涙が                                   | Live Video - YouTube | 2021年4月18日にさいたまスーパーアリーナにて開催された「Arena Tour 2021 ”Dearest ∞ Future“」の映像。                                           |
| 2021年 | 10月31日 | CLOSE TO YOU                                     | Live Video - YouTube | 2021年6月28日に名古屋国際会議場 センチュリーホールにて開催された「Live Tour 2020→2021 ＞BRIGHT NEW WORLD＜」の映像。                          |
| 2022年 | 1月17日  | 世界はあなたに笑いかけている                     | Live Video - YouTube | 2021年10月31日に沖縄コンベンションセンター劇場棟公演にて開催された「Live Tour 2020→2021 ＞BRIGHT NEW WORLD＜」の映像。                        |
| 2023年 | 3月26日  | いつかこの涙が                                   | Live Video - YouTube | 2023年1月7日に昭和女子大学人見記念講堂にて開催された「Live Tour 2023 Join Us!」の映像。                                                       |
| 2023年 | 4月2日   | ECHO                                             | Live Video - YouTube | 2023年1月7日に昭和女子大学人見記念講堂にて開催された「Live Tour 2023 Join Us!」の映像。                                                       |
| 2023年 | 4月22日  | 青春フォトグラフ                                 | Live Video - YouTube | 2023年3月に開催された「Google Pixelで撮る au Fan Cam Live」の映像。                                                                           |
| 2023年 | 4月28日  | Join Us!                                         | Live Video - YouTube | 2023年3月に開催された「Google Pixelで撮る au Fan Cam Live」の映像。                                                                           |
| 2023年 | 4月30日  | WONDER LOVER                                     | Live Video - YouTube | 2023年3月に開催された「Google Pixelで撮る au Fan Cam Live」の映像。                                                                           |
| 2023年 | 9月16日  | 夢がはじまる                                     | Live Video - YouTube | 2023年4月20日にZepp Shinjukuにて開催された「リトグリCLUB 限定LIVE ”Fanfare“ 0」の映像。                                                       |
| 2023年 | 12月2日  | Rolling Rolling Rolling                          | Live Video - YouTube | 2023年4月22日に東京ガーデンシアターにて開催された「Live Tour 2023 ”Fanfare“」の映像。                                                         |
| 2023年 | 12月9日  | 世界はあなたに笑いかけている                     | Live Video - YouTube | 2023年4月22日に東京ガーデンシアターにて開催された「Live Tour 2023 ”Fanfare“」の映像。                                                         |
| 2024年 | 5月17日  | ギュッと                                         | Live Video - YouTube | 2024年1月21日にパシフィコ横浜で開催された「Live Tour 2023 ”Fanfare“」の映像。                                                                 |
| 2024年 | 6月1日   | SAY!!!                                           | Live Video - YouTube | 2024年1月21日にパシフィコ横浜で開催された「Live Tour 2023 ”Fanfare“」の映像。                                                                 |
| 2024年 | 6月12日  | UP TO ME!                                        | Live Video - YouTube | 2024年1月21日にパシフィコ横浜で開催された「Live Tour 2023 ”Fanfare“」の映像。                                                                 |
| 2024年 | 8月7日   | ORIGAMI                                          | Live Video - YouTube | 2024年7月6日に東京ガーデンシアターにて開催された「Live Tour 2024 “UNLOCK!”」の映像。                                                          |
| 2024年 | 11月13日 | Break out of your bubble                         | Live Video - YouTube | 2024年10月20日に武蔵野の森 総合スポーツプラザ メインアリーナにて開催された「10th Anniversary Live PROMISE」の映像。                           |
| 2024年 | 12月18日 | MASTERKEY                                        | Live Video - YouTube | 2024年7月6日に東京ガーデンシアターにて開催された「Live Tour 2024 “UNLOCK!”」の映像。                                                          |
| 2024年 | 12月20日 | VIVA                                             | Live Video - YouTube | 2024年7月6日に東京ガーデンシアターにて開催された「Live Tour 2024 “UNLOCK!”」の映像。                                                          |
| 2025年 | 1月24日  | Break out of your bubble                         | Live Video - YouTube | 2024年12月24日にブルーノート東京にて開催された「10th Anniversary Christmas Special Live」の映像。                                             |
| 2025年 | 3月7日   | ちょ待って！                                     | Live Video - YouTube | 2024年7月6日に東京ガーデンシアターにて開催された「Live Tour 2024 “UNLOCK!”」の映像。                                                          |
| 2025年 | 5月12日  | For Decades                                      | Live Video - YouTube | 2025年4月25日に国立競技場にて行われた、明治安田J1リーグ 第12節 FC東京 vs ガンバ大阪 スペシャルライブの映像。                                  |
| 2025年 | 8月12日  | 好きだ。                                         | Live Video - YouTube | 2024年10月19日に武蔵野の森 総合スポーツプラザ メインアリーナにて開催された「10th Anniversary Live CELEBRATE」の映像。                         |
| 2025年 | 8月19日  | Memories                                         | Live Video - YouTube | 2024年10月20日に武蔵野の森 総合スポーツプラザ メインアリーナにて開催された「10th Anniversary Live PROMISE」の映像。                           |

### 参加作品
- 中川翔子『TOKYO SHOKO☆LAND 2014〜RPG的 未知の記憶〜』しょこたん☆かばー番外編 Produced by Kohei Tanaka[注釈 15]（2014年9月24日）
  - 檄!帝国華撃団
  - 未知の記憶
  - オアシス〜There's a Place
- 川畑要『ON THE WAY HOME』（2014年12月10日）
  - やさしさで溢れるように
- miwa『fighting-φ-girls』（2015年1月28日）
  - fighting-φ-girls [注釈 16]
- さかいゆう『さかいゆうといっしょ』（2015年2月4日）
  - 薔薇とローズ feat.Little Glee Monster
- DREAMS COME TRUE『私とドリカム2 -ドリカムワンダーランド2015 開催記念 BEST COVERS-』（2015年4月1日）
  - 朝がまた来る
- ザ・ピーナッツ『THE PEANUTS -TRIBUTE SONG-』（2016年9月7日）
  - ふりむかないで[注釈 17]
- Buzz Connections[注釈 18]『STAY TUNE』※TSUTAYAでのレンタル限定（2017年4月22日）
  - STAY TUNE
- DREAMS COME TRUE『The best covers of DREAMS COME TRUE ドリウタ Vol.1』（2017年7月7日）
  - Ring! Ring! Ring!
- CHiCO with Honeyworks『私を染めるiの歌』（2018年2月28日）
  - シュウマツWorker feat.かれん[注釈 19]
- エレファントカシマシ『エレファントカシマシ カヴァーアルバム3〜A Tribute to The Elephant Kashimashi〜』（2018年3月21日）
  - 悲しみの果て[注釈 20]
- ジュディ・オング『筒美京平SONG BOOK』（2021年3月24日）
  - 魅せられて[注釈 21]
- はっぴいえんど『風街に連れてって！』（2021年7月14日）
  - 風をあつめて[注釈 22]
- Colorful[注釈 23]『Colorful』※配信限定（2021年7月19日）
  - Colorful
- Pentatonix『ラッキー・ワンズ【ジャパン・デラックス・エディション】』（2021年9月15日）
  - ミッドナイト・イン・トーキョー feat.Little Glee Monster
- イル・ヴォーロ『グランデ・アモーレ feat.Little Glee Monster』※配信限定（2022年6月23日）
  - グランデ・アモーレ feat.Little Glee Monster
- 『ジブリをうたう』（2023年11月1日）
  - テルーの唄

## タイアップ
| 起用年 | 曲名                                       | タイアップ                                                                                     |
| ------ | ------------------------------------------ | ---------------------------------------------------------------------------------------------- |
| 2014年 | 放課後ハイファイブ                         | TOKYO MX『weekend Hips』（2014年11月度）のエンディング曲                                       |
| 2014年 | ダイヤモンド                               | tvk『高校野球ニュース2014』（第96回全国高等学校野球選手権神奈川大会）テーマソング              |
| 2015年 | 青春フォトグラフ                           | 毎日放送『林先生が驚く初耳学!』エンディングテーマ                                              |
| 2015年 | Girls be Free!                             | 「神戸コレクション2015S/S」テーマソング                                                        |
| 2015年 | Hop Step Jump!                             | 近鉄パッセ「Pass'e♥大感謝祭」CMソング                                                          |
| 2015年 | 人生は一度きり                             | 「代々木ゼミナール」CMソング                                                                   |
| 2015年 | ガオガオ・オールスター                     | テレビ東京『ポケットモンスター XY』エンディングテーマ                                          |
| 2015年 | ガオガオ・オールスター                     | 短編映画『ピカチュウとポケモンおんがくたい』テーマソング                                       |
| 2015年 | 好きだ。                                   | TBS系ドラマ『表参道高校合唱部!』主題歌                                                         |
| 2015年 | 書きかけの未来                             | NHK BSプレミアム『オンナミチ』挿入歌                                                           |
| 2015年 | 放課後ハイファイブ                         | NHK名古屋放送局『東海北陸フレッシュ便 さらさらサラダ』テーマソング（2015・2016年度)            |
| 2016年 | My Best Friend                             | 『ラウンドワン』CMソング                                                                       |
| 2016年 | My Best Friend                             | 毎日放送『林先生が驚く初耳学!』エンディングテーマ                                              |
| 2016年 | Happy Gate                                 | 『ソニー損保』CMソング                                                                         |
| 2016年 | Never ending dreamer                       | 毎日放送『みんなの甲子園』2016年（第88回選抜高等学校野球大会）テーマソング                     |
| 2016年 | 君のようになりたい                         | 映画『ジャングル・ブック』キャンペーンソング                                                   |
| 2016年 | 私らしく生きてみたい                       | 『ラウンドワン』CMソング                                                                       |
| 2016年 | Summer Days                                | 『ラウンドワン』CMソング                                                                       |
| 2016年 | かかげた空へ                               | 毎日放送『みんなの甲子園』コーナー『朝顔』挿入歌                                               |
| 2016年 | 春夏秋冬                                   | フジテレビ『めざましどようび』テーマソング                                                     |
| 2016年 | Hop Step Jump!                             | 『ラウンドワン』CMソング                                                                       |
| 2016年 | Magic Snow                                 | 『三井アウトレットパーク』CMソング                                                             |
| 2017年 | 青春フォトグラフ -Ballade ver.-            | 大塚製薬『カロリーメイト 卒業メイト2017』キャンペーンソング                                    |
| 2017年 | だから、ひとりじゃない                     | アニメ『僕のヒーローアカデミア』 第2期エンディングテーマ                                       |
| 2017年 | だから、ひとりじゃない                     | 三重テレビ『第99回全国高等学校野球選手権三重大会』テーマソング                                 |
| 2017年 | 幸せのかけら                               | Eテレ『グレーテルのかまど』エンディングテーマ                                                  |
| 2017年 | Go My Way!                                 | 全国小・中学校リズムダンスふれあいコンクール 第5回全国大会規定曲                               |
| 2017年 | COLORS                                     | ローリーズファーム『GIRLS TUNE FES 2017』テーマソング                                          |
| 2017年 | OVER                                       | アニメ『BORUTO-ボルト- -NARUTO NEXT GENERATIONS-』オープニングテーマ                           |
| 2017年 | Jupiter                                    | 日曜劇場『陸王』挿入歌                                                                         |
| 2017年 | 糸                                         | 日曜劇場『陸王』挿入歌                                                                         |
| 2017年 | いつかこの涙が                             | 第96回全国高等学校サッカー選手権大会応援歌                                                     |
| 2017年 | Gift                                       | 『髙島屋アムール・デュ・ショコラ2018』キャンペーンソング                                       |
| 2018年 | 世界はあなたに笑いかけている               | 『コカ・コーラ』2018年年間CMソング                                                             |
| 2018年 | 世界はあなたに笑いかけている               | 毎日放送『林修が驚く初耳学!』エンディングテーマ                                                |
| 2018年 | ギュッと                                   | 映画『プリンシパル〜恋する私はヒロインですか？〜』エンディングテーマ                           |
| 2018年 | ギュッと                                   | BS日テレ『ボウリング革命 P★League』エンディングテーマ                                          |
| 2018年 | CLOSE TO YOU                               | 資生堂『SEA BREEZE』CMソング                                                                   |
| 2018年 | Love To The World                          | 『TEAM BEYOND』 CMソング                                                                       |
| 2018年 | 青い風に吹かれて                           | 全国小・中学校リズムダンスふれあいコンクール 第6回全国大会規定曲                               |
| 2018年 | MY HOME                                    | 毎日放送『ちちんぷいぷい』エンディングテーマ                                                   |
| 2018年 | 夏になって歌え                             | アクアパーク品川 ドルフィンパフォーマンス『juice!!!!!』 コラボレーションソング                 |
| 2018年 | My Brand New Day                           | 『日本橋髙島屋S.C.』CMソング                                                                   |
| 2018年 | 世界はあなたに笑いかけている -winter ver.- | 『コカ・コーラ ウインターキャンペーン』CMソング                                                |
| 2019年 | ハピネス                                   | 『髙島屋アムール・デュ・ショコラ2019』キャンペーンソング                                       |
| 2019年 | I BELIEVE                                  | 国際交流基金アジアセンター『ASIAN ELEVEN』テーマソング                                         |
| 2019年 | 君に届くまで                               | アニメ『MIX』エンディングテーマ                                                                |
| 2019年 | 夢がはじまる                               | 中京テレビ開局50周年イメージソング                                                             |
| 2019年 | ECHO                                       | 『NHKラグビーワールドカップ2019』テーマソング                                                  |
| 2019年 | Classic                                    | 東京メトロ『Find my Tokyo. 荻窪_ハーモニーがたくさん生まれる街』篇CMソング                     |
| 2019年 | 明日へ                                     | フジテレビ系『YELL!2020!』イメージソング                                                       |
| 2019年 | 愛しさにリボンをかけて                     | 『コカ・コーラ リボンボトルキャンペーン2019』CMソング                                          |
| 2020年 | STARTING OVER                              | テレビ朝日系金曜ナイト劇場『女子高生の無駄づかい』主題歌                                       |
| 2020年 | Love Yourself                              | WOWOW『LPGA女子ゴルフツアー 2020シーズン』テーマソング                                         |
| 2020年 | In Your Calling                            | スターツ『伊藤美誠選手・道はじぶんでつくる』編 CMソング                                        |
| 2020年 | 足跡                                       | 「第87回NHK全国学校音楽コンクール・中学生の部」課題曲                                          |
| 2020年 | 足跡                                       | NHK「みんなのうた」2020年8月・9月のうた                                                        |
| 2021年 | VIVA                                       | WOWOW『LPGA女子ゴルフツアー 2021シーズン』テーマソング                                         |
| 2021年 | Whenever you call                          | スターツ『伊藤美誠・道はじぶんでつくる 2021春』編 CMソング                                     |
| 2021年 | 透明な世界                                 | アニメ『半妖の夜叉姫』第2期エンディングテーマ                                                  |
| 2022年 | Your Name                                  | アニメ『ヴァニタスの手記』第2期オープニングテーマ                                              |
| 2022年 | SING                                       | WOWOW『LPGA女子ゴルフツアー 2021シーズン』テーマソング                                         |
| 2022年 | 心に空を                                   | NHK総合ドラマ『春の翼』主題歌                                                                  |
| 2022年 | WONDERLAND                                 | 髙島屋「デザイン・ダイアローグ メゾン・エ・オブジェ・パリ展」インスパイアソング                |
| 2022年 | magic!                                     | 映画『はい、泳げません』主題歌                                                                 |
| 2022年 | 生きなくちゃ                               | 映画『はい、泳げません』主題歌                                                                 |
| 2022年 | Million Miles                              | フジテレビ系「SUZUKIスポーツスペシャル 2022富士山女子駅伝」テーマソング                        |
| 2023年 | HELLO NEW DAY                              | 江崎グリコ「パピコ なめらかリフレッシュ〜〜〜〜！」篇CMソング                                  |
| 2023年 | おかえりなさい                             | NHK総合・北海道「ほっとニュース北海道」テーマソング                                            |
| 2023年 | Heart feels...                             | Eテレ「グレーテルのかまど」エンディングテーマ                                                  |
| 2023年 | 今この瞬間を                               | アニメ『MIX MEISEI STORY 〜二度目の夏、空の向こうへ〜』エンディングテーマ                      |
| 2023年 | CELEBRATE                                  | 『STAGE:0 eSPORTS High-School Championship 2023』コラボレーションソング                        |
| 2023年 | UP TO ME!                                  | アニメ『七つの大罪 黙示録の四騎士』オープニングテーマ                                          |
| 2023年 | Go For It                                  | 日テレ系キャンペーン「カラダWEEK2023」テーマソング                                             |
| 2023年 | 今日の日はさようなら                       | NHK「みんなのうた」2023年12月・2024年1月のうた                                                 |
| 2024年 | 紅                                         | 映画「カラオケ行こ!」主題歌                                                                    |
| 2024年 | ORIGAMI                                    | TVアニメ「天穂のサクナヒメ」エンディングテーマ                                                 |
| 2024年 | DIVA                                       | NTTドコモ「ドコモ未来ミュージアム Butterfly Dress」篇CMソング                                  |
| 2024年 | PLANET                                     | ABC-MART「45th 夏物大処分SALE」CMソング                                                        |
| 2024年 | Break out of your bubble                   | NHK総合ドラマ10「宙わたる教室」主題歌                                                          |
| 2024年 | HELLO NEW DAY                              | 中京テレビ「あさドレ♪」テーマソング                                                            |
| 2024年 | VIVA -2024 ver.-                           | 映画『FUKUOKA SoftBank HAWKS REVIVAL ―2024 優勝の軌跡―』主題歌                                 |
| 2025年 | 晴れの舞台                                 | 関西テレビ「住友電工スポーツスペシャル 第5回全国大学対校男女混合駅伝」テーマソング             |
| 2025年 | ちょ待って！                               | 日清食品「カップヌードルチリトマトヌードル チリトマゾンビ篇」CMソング                          |
| 2025年 | For Decades                                | Jリーグ2025シーズン応援ソング                                                                  |
| 2025年 | 夢じゃないならなんなのさ                   | TVアニメ「ロックは淑女の嗜みでして」エンディングテーマ                                         |
| 2025年 | Run                                        | 明治プロビオヨーグルトR-1新小学1年生応援ソング                                                 |
| 2025年 | LIFE                                       | 株式会社NTTデータ東北「響き合う未来」篇CMソング                                                |
| 2025年 | Play the Game                              | 株式会社ひろぎんホールディングス ブランドCM「がんばれ、未来の大人たち篇」CMテーマソング        |
| 2025年 | 幸せナベの作り方                           | ワタナベエンターテインメント25周年記念コンサート「ハッピーバースデー＆サンキュー」テーマソング |
| 2025年 | 幸せナベの作り方                           | フジテレビ系「なりゆき街道旅」エンディングテーマ                                               |

## 出演

### ラジオ
- リトグリのハモれでぃお（2014年10月8日 - 2020年3月29日、東海ラジオ）
- After School Swag（2014年10月1日 - 2015年3月18日、InterFM）
- GIRLS♥GIRLS♥GIRLS =FULL BOOST=「バンドがやりたい（＾v＾）」（2015年4月1日 - 2016年3月30日、FM-FUJI）
- リトグリの手羽先が食べたい（2015年6月2日 - 6月30日、@FM）
- Little Glee Monster -Colorful Radio- （2016年1月3日、@FM） - 1stアルバム「Colorful Monster」を当時のメンバー6人が紹介する新春特別番組
- ショウアップナイタースペシャル Little Glee Monster の音楽が好きだ。（2017年5月13日、ニッポン放送） - ゲスト：村上てつや/安岡優（ゴスペラーズ）、川畑要（CHEMISTRY）
- ＠FM SUNDAY SPECIAL Little Glee Monster 〜Over/ヒカルカケラ〜（2017年11月12日、@FM）
- 今日は一日"アナログ・レコード"三昧（2018年2月12日、NHK-FM） - manakaがNHKアナウンサーの高市佳明とともに番組前半のMCを担当。番組前半ゲスト：ROY（THE BAWDIES）、ハマ・オカモト（OKAMOTO'S）、和久井光司（総合音楽家）、DJ KAORI、井谷哲也（Technics CTO）
- SPARK（2018年11月7日 - 2018年11月28日、J-WAVE）- 11月限定マンスリーナビゲーターとして毎週水曜日を担当
- Little Glee Monsterと音楽の匠（2019年3月3日、NHK-FM） - ゲスト：亀田誠治/細野晴臣
- リトグリのミューズノート（2020年1月9日 - 2024年3月28日、NHK-FM）
- Holiday Special Program BRIGHT NEW WORLD（2020年2月24日、α-STATION）
- 今日は一日"Little Glee Monsterと合唱"三昧（2020年8月10日、NHK-FM）
- Little Glee Monster「Join Us!」（2024年10月2日 - 、JFN系FM）

### テレビ番組
- ちちんぷいぷい（2015年4月9日 - 2021年3月11日、毎日放送） ※提供BGMを担当。本番組の関係者を称する ぷいぷいファミリーでもあるため、月1回程度番組に生出演し、歌唱を披露している。2017年10月5日からは不定期VTRコーナー「とびだせ日本 リトグリ通信」が開始された。2018年3月に開催された大阪城ホールでのライブで 当時 本番組のMCだった山本浩之がゲスト出演し、「リトグリ通信」の企画で制作された新曲「MY HOME」のギター伴奏を担当した。2021年3月11日には、放送終了前最後のコラボとして大阪城ホールでのライブ開演前にスタジオと中継をつなぎ、再び山本浩之のギター伴奏とともに「MY HOME」を披露した。
- せやねん!（2016年5月14日 - 、毎日放送） ※不定期出演。番組MCのトミーズ雅がファンであるため、2016年5月の放送で初出演してアカペラメドレーを披露し、雅が その歌声に感動して涙を流す場面も見られた。その後2018年5月の放送にも出演。本番組の関係者を称する せやねんファミリーの一員でもある。なお、2017年の紅白初出場以降 紅白出場が決まると、メンバーが電話で出場を報告する。
- マル★カツ定食（2016年6月18日 - 2017年6月24日、ディズニー・チャンネル） ※不定期出演
- YELL! 2020!（2019年10月10日 - 2021年9月30日、TBSテレビ） テーマソング、ナレーション担当
- クラシックTV「リトグリが歌う♪合唱1000年の旅」（2021年4月15日、NHK Eテレ）ゲスト出演
- おかあさんといっしょ（2019年11月5日- 、Eテレ）「パジャマでおじゃま」コーナーテーマソング担当
- Little Golf Monster 〜リトグリ、ゴルフ始めちゃいました〜（2022年12月16日 - 2023年1月6日[注釈 25]、WOWOW）

### 音楽特番
- 音楽の日（TBS）
  - 音楽の日2015（2015年6月27日） - TBSテーマ音楽メドレー
  - 音楽の日2016（2016年7月16日） - 私らしく生きてみたい ／ キセキ
  - 音楽の日2017（2017年7月15日） - だから、ひとりじゃない ／ 手紙 〜拝啓 十五の君へ〜
  - 音楽の日2018（2018年7月14日） - Jupiter・世界はあなたに笑いかけている[注釈 26]
  - 音楽の日2019（2019年7月13日） - 明日へ ／ Progress ／ Little Glee Monsterアカペラカバーメドレー[注釈 27]
  - 音楽の日2020（2020年7月18日） - 好きだ。・ECHO ／ アンダー・ザ・シー[注釈 28]、ホール・ニュー・ワールド ／ Hero
  - 音楽の日2021（2021年7月17日） - 世界はあなたに笑いかけている・君といれば
  - 音楽の日2022（2022年7月16日） - ECHO / ひこうき雲
  - 音楽の日2023（2023年7月15日） - ECHO・Join Us! / 虹
  - 音楽の日2024（2024年7月13日） - いつかこの涙が / TOMORROW
- FNSうたの夏まつり → FNS歌謡祭 夏（フジテレビ）
  - 2016 FNSうたの夏まつり（2016年7月18日） - 空に太陽がある限り[注釈 29] / secret base〜君がくれたもの〜[注釈 30]
  - 2017 FNSうたの夏まつり（2017年8月2日） - Don't You Worry 'bout a Thing
  - 2018 FNSうたの夏まつり（2018年7月25日） - 君のようになりたい、レット・イット・ゴー / 世界はあなたに笑いかけている / 上を向いて歩こう[注釈 31][注釈 32]
  - 2019 FNSうたの夏まつり（2019年7月24日） - 素敵な誕生日[注釈 33] / Classic / 愛燦燦[注釈 34]
  - 2020 FNS歌謡祭 夏（2020年8月26日） - 足跡[注釈 35] / 応援ソングアカペラメドレー[注釈 36] / 夏の終わりのハーモニー[注釈 37]
  - 2021 FNS歌謡祭 夏（2021年7月14日） - 君といれば / 風をあつめて
- FNS歌謡祭
  - 2016 FNS歌謡祭 第1夜（2016年12月7日） - みんながみんな英雄[注釈 38] / 紅のプロローグ[注釈 39] / ジョニーの子守唄[注釈 40]
  - 2016 FNS歌謡祭 第2夜（2016年12月14日） - We Wish You a Merry Christmas[注釈 41] / ママがサンタにキッスした・雪のクリスマス[注釈 42]
  - 2017 FNS歌謡祭 第2夜（2017年12年13日） - SEASONS OF LOVE / だから、ひとりじゃない / アンダー・ザ・シー[注釈 43]
  - 2018 FNS歌謡祭 第1夜（2018年12月5日） - 世界はあなたに笑いかけている / ママがサンタにキッスした
  - 2019 FNS歌謡祭 第1夜（2019年12月4日） - ロマンスの神様[注釈 44] / 永遠に[注釈 45] / ECHO
  - 2020 FNS歌謡祭 第1夜（2020年12月2日） - クリスマス・イブ
  - 2020 FNS歌謡祭 第2夜（2020年12月9日） - 足跡
  - 2021 FNS歌謡祭 第1夜（2021年12月1日） - 白い恋人達
  - 2022 FNS歌謡祭 第2夜（2022年12月14日） - 愛があれば大丈夫[注釈 44]/ Join Us!
  - 2023 FNS歌謡祭 第2夜 - （2023年12月13日） - UP TO ME!
  - 2024 FNS歌謡祭 第2夜（2024年12月11日） - Break out of your bubble

- 輝く!日本レコード大賞（TBS・TBSラジオ）
  - 第60回（2018年12月30日） - 『世界はあなたに笑いかけている』の作詞[注釈 46]・作曲・編曲を担当した丸谷マナブが同曲で作曲賞を受賞したことを受けて記念歌唱[注釈 47]。
  - 第61回（2019年12月30日） - 『ECHO』が優秀作品賞を受賞したため歌唱された。
  - 第62回（2020年12月30日） - 『足跡』が優秀作品賞を受賞したため歌唱された。
  - 第66回（2024年12月30日） - 日本作曲家協会名曲顕彰を受賞した「上を向いて歩こう」を歌唱。
- SONGS（NHK）
  - スペシャル（2017年3月25日）[注釈 48]
  - 第508回（2019年9月14日）
  - 第520回（2020年1月11日）[注釈 49]
  - 第564回（2021年2月6日）
- お部屋でSING!（NHK | 2020年4月26日）
  - 新型コロナウイルスの影響で外出自粛要請が発令されている状況で日本中を元気づけるため、それぞれ別の場所から生放送で歌唱した。
- NHK紅白歌合戦（NHK総合・NHKワールド・プレミアム）

| 年度   | 放送回 | 回 | 曲目                         | 出演順 | 対戦相手     | 備考                                                        |
| ------ | ------ | -- | ---------------------------- | ------ | ------------ | ----------------------------------------------------------- |
| 2017年 | 第68回 | 初 | 好きだ。〜夢を歌おうver.〜   | 01/24  | Hey!Sey!JUMP | 紅組トップバッター                                          |
| 2018年 | 第69回 | 2  | 世界はあなたに笑いかけている | 02/22  | 郷ひろみ     | 音楽大学の学生と共演                                        |
| 2019年 | 第70回 | 3  | ECHO                         | 11/21  | DA PUMP      | 後半トップバッター                                          |
| 2020年 | 第71回 | 4  | 足跡                         | 05/21  | SixTONES     | 芹奈が活動休止中のため4人で出場。冒頭部分をアカペラで歌唱。 |

### テレビドラマ
- 問題のあるレストラン最終話（2015年3月19日、フジテレビ） - 客役。カップスを披露した。
- オンナミチ（2015年8月4日 - 9月22日、NHK BSプレミアム） - シュガーガールズ 役
- 宙わたる教室第8話（2024年11月26日、NHK総合） - ゆりな 役 ※ミカのみ

### 舞台
- 最高はひとつじゃない 2016 SAKURA（2016年4月8日 - 10日、森ノ宮ピロティホール） ※大阪公演のみ[127]

### CM
- ソニー損保 『公園のコーラス』篇 （2016年2月 - 7月） ※イメージキャラクターの唐田えりかと共演[128]。2020年1月までサウンドロゴとして使用されていた。
- ラウンドワン（2016年4月 - 2017年3月）[129]
- コカ・コーラ（2018年7月 - ）[130]
- 東京都のパラスポーツ応援プロジェクト『TEAM BEYOND』（2018年7月 - ）[131]
- 東京メトロ「Find my Tokyo. 荻窪_ハーモニーがたくさん生まれる街」編（2019年7月 - ）

### イベント
- 第30回アメリカンフットボール日本社会人選手権 ジャパンエックスボウル（2016年12月12日、東京ドーム）ハーフタイムショー[132]
- 平成29年度天皇杯・皇后杯全日本バレーボール選手権大会 女子決勝戦（2017年12月24日、大田区総合体育館）国歌斉唱[133]
- 第96回全国高等学校サッカー選手権大会決勝戦（2018年1月8日、埼玉スタジアム2002）オープニングで「いつかこの涙が」を歌唱
- スーパーラグビー2018 ヒト・コミュニケーションズ サンウルブズ vs ブルーズ（2018年4月14日、秩父宮ラグビー場）ハーフタイムショー[134]
- FUJI XEROX SUPER CUP 2019（2019年2月16日、埼玉スタジアム2002）国歌斉唱、ハーフタイムライブで「世界はあなたに笑いかけている」を歌唱[135]
- 第95回 日本選手権水泳競技大会 初日 開始式（2019年4月2日、東京辰巳国際水泳場）国歌斉唱[136]
- 第33回 マイナビ 東京ガールズコレクション 2021 AUTUMN/WINTER（2021年9月4日）ライブ[137]
- 「ユニ春！ライブ2023」Little Glee Monster at UNIVERSAL STUDIOS JAPAN（2023年3月25日、ユニバーサル・スタジオ・ジャパン）
- 第95回都市対抗野球大会 開会式 - 結海による国歌独唱・ファーストピッチ （2024年7月19日、東京ドーム）
- MLB Tokyo Series presented by Guggenheim シカゴ・カブス対ロサンゼルス・ドジャース第2戦セレモニー - 国歌斉唱（2025年3月19日、東京ドーム）

## ライブ
| 公演年 | タイトル                                                                                                   | 公演日   | 会場                                               | 備考 |
| ------ | --- | -------- | -------------------------------------------------- | --- |
| 2014年 | Let's ハイファイブ！〜楽しみたい人この指とまれ！！                                                         | 11月24日 | 東京・shibuya duo MUSIC EXCHANG                    | メジャーデビュー後初のワンマンライブ。 |
| 2015年 | Little Glee Monster 1st Live Tour 〜東名阪でハイ、ピース!!〜                                               | 3月26日  | 大阪・UMEDA CLUB QUATTRO                           | 自身初となるライブツアー。 |
| 2015年 | Little Glee Monster 1st Live Tour 〜東名阪でハイ、ピース!!〜                                               | 3月27日  | 愛知・名古屋 ell.FITS ALL                          | 自身初となるライブツアー。 |
| 2015年 | Little Glee Monster 1st Live Tour 〜東名阪でハイ、ピース!!〜                                               | 4月19日  | 東京・TSUTAYA O-EAST                               | 自身初となるライブツアー。 |
| 2015年 | Little Glee Monster LIVE TOUR 2015 〜リトグリ、秋のガオッとオールJAPAN!!〜                                 | 9月5日   | 福岡・DRUM LOGOS                                   | 初の全国ツアー。 |
| 2015年 | Little Glee Monster LIVE TOUR 2015 〜リトグリ、秋のガオッとオールJAPAN!!〜                                 | 9月6日   | 岡山・おかやま未来ホール                           | 初の全国ツアー。 |
| 2015年 | Little Glee Monster LIVE TOUR 2015 〜リトグリ、秋のガオッとオールJAPAN!!〜                                 | 9月12日  | 静岡・SOUND SHOWER ark                             | 初の全国ツアー。 |
| 2015年 | Little Glee Monster LIVE TOUR 2015 〜リトグリ、秋のガオッとオールJAPAN!!〜                                 | 9月19日  | 愛媛・松山W studio RED                             | 初の全国ツアー。 |
| 2015年 | Little Glee Monster LIVE TOUR 2015 〜リトグリ、秋のガオッとオールJAPAN!!〜                                 | 9月21日  | 愛知・ダイヤモンドホール                           | 初の全国ツアー。 |
| 2015年 | Little Glee Monster LIVE TOUR 2015 〜リトグリ、秋のガオッとオールJAPAN!!〜                                 | 9月22日  | 大阪・森ノ宮ピロティホール                         | 初の全国ツアー。 |
| 2015年 | Little Glee Monster LIVE TOUR 2015 〜リトグリ、秋のガオッとオールJAPAN!!〜                                 | 9月26日  | 神奈川・松山W studio RED                           | 初の全国ツアー。 |
| 2015年 | Little Glee Monster LIVE TOUR 2015 〜リトグリ、秋のガオッとオールJAPAN!!〜                                 | 10月3日  | 埼玉・HEAVEN'S ROCK さいたま新都心                 | 初の全国ツアー。 |
| 2015年 | Little Glee Monster LIVE TOUR 2015 〜リトグリ、秋のガオッとオールJAPAN!!〜                                 | 10月12日 | 千葉・千葉 LOOK                                    | 初の全国ツアー。 |
| 2015年 | Little Glee Monster LIVE TOUR 2015 〜リトグリ、秋のガオッとオールJAPAN!!〜                                 | 10月17日 | 岐阜・GAZ KOFU                                     | 初の全国ツアー。 |
| 2015年 | Little Glee Monster LIVE TOUR 2015 〜リトグリ、秋のガオッとオールJAPAN!!〜                                 | 10月24日 | 宮城・仙台darwin                                   | 初の全国ツアー。 |
| 2015年 | Little Glee Monster LIVE TOUR 2015 〜リトグリ、秋のガオッとオールJAPAN!!〜                                 | 10月25日 | 福島・郡山CLUB♯9                                   | 初の全国ツアー。 |
| 2015年 | Little Glee Monster LIVE TOUR 2015 〜リトグリ、秋のガオッとオールJAPAN!!〜                                 | 11月29日 | 東京・EX THEATER ROPPONGI                          | 初の全国ツアー。 |
| 2015年 | Little Glee Monster presents 冬のガオフェス2015 〜豪華ゲストを迎え、リトグリがこの冬にお送りする歌の祭典〜 | 12月13日 | 東京・TOKYO DOME CITY HALL                         | ゲストにゴスペラーズが登場した。 |
| 2016年 | Little Glee Monster 春のZepp Tour 2016 〜Colorful Monster〜                                                | 3月12日  | 愛知・Zepp Nagoya                                  | |
| 2016年 | Little Glee Monster 春のZepp Tour 2016 〜Colorful Monster〜                                                | 3月13日  | 大阪・Zeep Namba                                   | |
| 2016年 | Little Glee Monster 春のZepp Tour 2016 〜Colorful Monster〜                                                | 3月26日  | 東京・Zepp DiverCity TOKYO                         | |
| 2016年 | Little Glee Monster 春のZepp Tour 2016 〜Colorful Monster〜                                                | 3月27日  | 東京・Zepp DiverCity TOKYO                         | |
| 2016年 | Little Glee Monster presents ガオフェス2016 〜リトグリサマーキャンプ〜                                     | 9月3日   | 東京・日比谷野外音楽堂                             | |
| 2016年 | Little Glee Monster presents ガオフェス2016 〜リトグリサマーキャンプ〜                                     | 9月11日  | 大阪・大阪城野外音楽堂                             | |
| 2016年 | Little Glee Monster Live Tour 2016 〜Little Colorful Monster〜                                             | 9月10日  | 静岡・静岡市清水文化会館マリナート                 | |
| 2016年 | Little Glee Monster Live Tour 2016 〜Little Colorful Monster〜                                             | 9月17日  | 愛知・一宮市民会館                                 | |
| 2016年 | Little Glee Monster Live Tour 2016 〜Little Colorful Monster〜                                             | 9月22日  | 山梨・東京エレクトロン韮崎文化ホール 大ホール      | |
| 2016年 | Little Glee Monster Live Tour 2016 〜Little Colorful Monster〜                                             | 9月24日  | 埼玉・パストラルかぞ 大ホール                      | |
| 2016年 | Little Glee Monster Live Tour 2016 〜Little Colorful Monster〜                                             | 9月25日  | 福島・福島県文化センター 大ホール                  | |
| 2016年 | Little Glee Monster Live Tour 2016 〜Little Colorful Monster〜                                             | 10月8日  | 兵庫・神戸国際会館こくさいホール                   | |
| 2016年 | Little Glee Monster Live Tour 2016 〜Little Colorful Monster〜                                             | 10月10日 | 長野・長野市芸術館                                 | |
| 2017年 | Little Glee Monster Live in 武道館〜はじまりのうた〜                                                       | 1月8日   | 東京・日本武道館                                   | グループ結成時からの目標であった武道館での単独公演。 |
| 2017年 | Little Glee Monster Live Tour 2017 〜Joyful Monster〜                                                      | 2月10日  | 神奈川・秦野市文化会館 大ホール                    | ツアー終了後メンバーであった麻珠が活動休止（その後脱退）したため6人体制最後のライブツアーとなった。 |
| 2017年 | Little Glee Monster Live Tour 2017 〜Joyful Monster〜                                                      | 2月11日  | 神奈川・秦野市文化会館 大ホール                    | ツアー終了後メンバーであった麻珠が活動休止（その後脱退）したため6人体制最後のライブツアーとなった。 |
| 2017年 | Little Glee Monster Live Tour 2017 〜Joyful Monster〜                                                      | 2月12日  | 新潟・新潟テレサ                                   | ツアー終了後メンバーであった麻珠が活動休止（その後脱退）したため6人体制最後のライブツアーとなった。 |
| 2017年 | Little Glee Monster Live Tour 2017 〜Joyful Monster〜                                                      | 2月18日  | 福岡・福岡市民会館                                 | ツアー終了後メンバーであった麻珠が活動休止（その後脱退）したため6人体制最後のライブツアーとなった。 |
| 2017年 | Little Glee Monster Live Tour 2017 〜Joyful Monster〜                                                      | 2月19日  | 広島・広島上野学園ホール                           | ツアー終了後メンバーであった麻珠が活動休止（その後脱退）したため6人体制最後のライブツアーとなった。 |
| 2017年 | Little Glee Monster Live Tour 2017 〜Joyful Monster〜                                                      | 2月26日  | 群馬・伊勢崎市文化会館 大ホール                    | ツアー終了後メンバーであった麻珠が活動休止（その後脱退）したため6人体制最後のライブツアーとなった。 |
| 2017年 | Little Glee Monster Live Tour 2017 〜Joyful Monster〜                                                      | 3月4日   | 滋賀・野洲文化ホール 大ホール                      | ツアー終了後メンバーであった麻珠が活動休止（その後脱退）したため6人体制最後のライブツアーとなった。 |
| 2017年 | Little Glee Monster Live Tour 2017 〜Joyful Monster〜                                                      | 3月5日   | 愛媛・松山市民会館 大ホール                        | ツアー終了後メンバーであった麻珠が活動休止（その後脱退）したため6人体制最後のライブツアーとなった。 |
| 2017年 | Little Glee Monster Live Tour 2017 〜Joyful Monster〜                                                      | 3月12日  | 栃木・那須塩原市黒磯文化会館 大ホール              | ツアー終了後メンバーであった麻珠が活動休止（その後脱退）したため6人体制最後のライブツアーとなった。 |
| 2017年 | Little Glee Monster Live Tour 2017 〜Joyful Monster〜                                                      | 3月18日  | 青森・リンクモア平安閣市民ホール                   | ツアー終了後メンバーであった麻珠が活動休止（その後脱退）したため6人体制最後のライブツアーとなった。 |
| 2017年 | Little Glee Monster Live Tour 2017 〜Joyful Monster〜                                                      | 3月20日  | 宮城・仙台市民会館 大ホール                        | ツアー終了後メンバーであった麻珠が活動休止（その後脱退）したため6人体制最後のライブツアーとなった。 |
| 2017年 | Little Glee Monster Live Tour 2017 〜Joyful Monster〜                                                      | 3月25日  | 岐阜・土岐市文化プラザ サンホール                  | ツアー終了後メンバーであった麻珠が活動休止（その後脱退）したため6人体制最後のライブツアーとなった。 |
| 2017年 | Little Glee Monster Live Tour 2017 〜Joyful Monster〜                                                      | 3月26日  | 愛知・愛知県芸術劇場 大ホール                      | ツアー終了後メンバーであった麻珠が活動休止（その後脱退）したため6人体制最後のライブツアーとなった。 |
| 2017年 | Little Glee Monster Live Tour 2017 〜Joyful Monster〜                                                      | 4月1日   | 大阪・オリックス劇場                               | ツアー終了後メンバーであった麻珠が活動休止（その後脱退）したため6人体制最後のライブツアーとなった。 |
| 2017年 | Little Glee Monster Live Tour 2017 〜Joyful Monster〜                                                      | 4月2日   | 大阪・オリックス劇場                               | ツアー終了後メンバーであった麻珠が活動休止（その後脱退）したため6人体制最後のライブツアーとなった。 |
| 2017年 | Little Glee Monster Live Tour 2017 〜Joyful Monster〜                                                      | 4月8日   | 静岡・静岡市民会館 大ホール                        | ツアー終了後メンバーであった麻珠が活動休止（その後脱退）したため6人体制最後のライブツアーとなった。 |
| 2017年 | Little Glee Monster Live Tour 2017 〜Joyful Monster〜                                                      | 4月9日   | 東京・東京国際フォーラム ホールA                   | ツアー終了後メンバーであった麻珠が活動休止（その後脱退）したため6人体制最後のライブツアーとなった。 |
| 2017年 | Little Glee Monster Live Tour 2017 〜Let's Grooooove!!!!! Monster〜                                        | 9月2日   | 千葉・市原市市民会館                               | 5人体制になり初のライブツアー。 |
| 2017年 | Little Glee Monster Live Tour 2017 〜Let's Grooooove!!!!! Monster〜                                        | 9月3日   | 茨城・茨城県立県民文化センター                     | 5人体制になり初のライブツアー。 |
| 2017年 | Little Glee Monster Live Tour 2017 〜Let's Grooooove!!!!! Monster〜                                        | 9月7日   | 埼玉・大宮ソニックシティ                           | 5人体制になり初のライブツアー。 |
| 2017年 | Little Glee Monster Live Tour 2017 〜Let's Grooooove!!!!! Monster〜                                        | 9月10日  | 新潟・新潟県民会館                                 | 5人体制になり初のライブツアー。 |
| 2017年 | Little Glee Monster Live Tour 2017 〜Let's Grooooove!!!!! Monster〜                                        | 9月15日  | 北海道・道新ホール                                 | 5人体制になり初のライブツアー。 |
| 2017年 | Little Glee Monster Live Tour 2017 〜Let's Grooooove!!!!! Monster〜                                        | 9月16日  | 北海道・道新ホール                                 | 5人体制になり初のライブツアー。 |
| 2017年 | Little Glee Monster Live Tour 2017 〜Let's Grooooove!!!!! Monster〜                                        | 9月18日  | 神奈川・パシフィコ横浜                             | 5人体制になり初のライブツアー。 |
| 2017年 | Little Glee Monster Live Tour 2017 〜Let's Grooooove!!!!! Monster〜                                        | 9月21日  | 大阪・フェスティバルホール                         | 5人体制になり初のライブツアー。 |
| 2017年 | Little Glee Monster Live Tour 2017 〜Let's Grooooove!!!!! Monster〜                                        | 9月23日  | 岡山・岡山市民会館                                 | 5人体制になり初のライブツアー。 |
| 2017年 | Little Glee Monster Live Tour 2017 〜Let's Grooooove!!!!! Monster〜                                        | 9月24日  | 香川・レクザムホール                               | 5人体制になり初のライブツアー。 |
| 2017年 | Little Glee Monster Live Tour 2017 〜Let's Grooooove!!!!! Monster〜                                        | 9月30日  | 静岡・富士ロゼシアター                             | 5人体制になり初のライブツアー。 |
| 2017年 | Little Glee Monster Live Tour 2017 〜Let's Grooooove!!!!! Monster〜                                        | 10月1日  | 埼玉・狭山市市民会館 大ホール                      | 5人体制になり初のライブツアー。 |
| 2017年 | Little Glee Monster Live Tour 2017 〜Let's Grooooove!!!!! Monster〜                                        | 10月7日  | 愛知・幸田町民会館                                 | 5人体制になり初のライブツアー。 |
| 2017年 | Little Glee Monster Live Tour 2017 〜Let's Grooooove!!!!! Monster〜                                        | 10月9日  | 山梨・河口湖ステラシアター                         | 5人体制になり初のライブツアー。 |
| 2017年 | Little Glee Monster Live Tour 2017 〜Let's Grooooove!!!!! Monster〜                                        | 10月14日 | 滋賀・びわ湖ホール 大ホール                        | 5人体制になり初のライブツアー。 |
| 2017年 | Little Glee Monster Live Tour 2017 〜Let's Grooooove!!!!! Monster〜                                        | 10月15日 | 奈良・なら100年会館 大ホール                       | 5人体制になり初のライブツアー。 |
| 2017年 | Little Glee Monster Live Tour 2017 〜Let's Grooooove!!!!! Monster〜                                        | 10月20日 | 石川・本多の森ホール                               | 5人体制になり初のライブツアー。 |
| 2017年 | Little Glee Monster Live Tour 2017 〜Let's Grooooove!!!!! Monster〜                                        | 10月21日 | 富山・高周波文化ホール                             | 5人体制になり初のライブツアー。 |
| 2017年 | Little Glee Monster Live Tour 2017 〜Let's Grooooove!!!!! Monster〜                                        | 11月3日  | 三重・四日市市民会館                               | 5人体制になり初のライブツアー。 |
| 2017年 | Little Glee Monster Live Tour 2017 〜Let's Grooooove!!!!! Monster〜                                        | 11月5日  | 宮城・東京エレクトロンホール宮城                   | 5人体制になり初のライブツアー。 |
| 2017年 | Little Glee Monster Live Tour 2017 〜Let's Grooooove!!!!! Monster〜                                        | 11月12日 | 群馬・桐生市市民文化会館                           | 5人体制になり初のライブツアー。 |
| 2017年 | Little Glee Monster Live Tour 2017 〜Let's Grooooove!!!!! Monster〜                                        | 11月17日 | 愛知・名古屋国際会議場センチュリーホール           | 5人体制になり初のライブツアー。 |
| 2017年 | Little Glee Monster Live Tour 2017 〜Let's Grooooove!!!!! Monster〜                                        | 11月19日 | 東京・東京国際フォーラム ホールA                   | 5人体制になり初のライブツアー。 |
| 2018年 | Little Glee Monster Arena Tour 2018 - juice !!!!! -                                                        | 2月3日   | 神奈川・横浜アリーナ                               | 自身初となるアリーナツアー。 |
| 2018年 | Little Glee Monster Arena Tour 2018 - juice !!!!! -                                                        | 2月4日   | 神奈川・横浜アリーナ                               | 自身初となるアリーナツアー。 |
| 2018年 | Little Glee Monster Arena Tour 2018 - juice !!!!! -                                                        | 3月24日  | 大阪・大阪城ホール                                 | 自身初となるアリーナツアー。 |
| 2018年 | Little Glee Monster Arena Tour 2018 - juice !!!!! -                                                        | 3月25日  | 大阪・大阪城ホール                                 | 自身初となるアリーナツアー。 |
| 2018年 | Little Glee Monster Asia Tour 2018 - juice !!!!! -                                                         | 7月14日  | 台湾・Legacy Taipei                                | 自身初となるアジアツアー。 |
| 2018年 | Little Glee Monster Asia Tour 2018 - juice !!!!! -                                                         | 7月15日  | 香港・Music Zone@E-Max                             | 自身初となるアジアツアー。 |
| 2018年 | Little Glee Monster Live Tour 2018 〜Calling!!!!!〜                                                        | 9月24日  | 東京・オリンパスホール八王子                       | |
| 2018年 | Little Glee Monster Live Tour 2018 〜Calling!!!!!〜                                                        | 9月29日  | 山形・シェルターなんようホール                     | |
| 2018年 | Little Glee Monster Live Tour 2018 〜Calling!!!!!〜                                                        | 9月30日  | 岩手・北上市文化交流センターさくらホール           | |
| 2018年 | Little Glee Monster Live Tour 2018 〜Calling!!!!!〜                                                        | 10月6日  | 静岡・アクトシティ浜松 大ホール                    | |
| 2018年 | Little Glee Monster Live Tour 2018 〜Calling!!!!!〜                                                        | 10月8日  | 京都・ロームシアター京都 メインホール              | |
| 2018年 | Little Glee Monster Live Tour 2018 〜Calling!!!!!〜                                                        | 10月13日 | 北海道・わくわくホリデーホール                     | |
| 2018年 | Little Glee Monster Live Tour 2018 〜Calling!!!!!〜                                                        | 10月21日 | 東京・東京国際フォーラム ホールA                   | |
| 2018年 | Little Glee Monster Live Tour 2018 〜Calling!!!!!〜                                                        | 10月23日 | 大阪・フェスティバルホール                         | |
| 2018年 | Little Glee Monster Live Tour 2018 〜Calling!!!!!〜                                                        | 10月24日 | 大阪・フェスティバルホール                         | |
| 2018年 | Little Glee Monster Live Tour 2018 〜Calling!!!!!〜                                                        | 10月27日 | 岡山・岡山市民会館                                 | |
| 2018年 | Little Glee Monster Live Tour 2018 〜Calling!!!!!〜                                                        | 10月28日 | 広島・広島文化学園HBGホール                        | |
| 2018年 | 4th Anniversary! Little Glee Monster 1st Fan Clab Event                                                    | 10月29日 | 東京・ZeppTokyo                                    | 自身初のファンクラブ会員限定イベント。 |
| 2018年 | Little Glee Monster Live Tour 2018 〜Calling!!!!!〜                                                        | 11月3日  | 高知・高知県立県民文化ホール オレンジホール        | |
| 2018年 | Little Glee Monster Live Tour 2018 〜Calling!!!!!〜                                                        | 11月4日  | 愛媛・松山市民会館 大ホール                        | |
| 2018年 | Little Glee Monster Live Tour 2018 〜Calling!!!!!〜                                                        | 11月6日  | 三重・三重県文化会館 大ホール                      | |
| 2018年 | Little Glee Monster Live Tour 2018 〜Calling!!!!!〜                                                        | 11月10日 | 千葉・森のホール21                                 | |
| 2018年 | Little Glee Monster Live Tour 2018 〜Calling!!!!!〜                                                        | 11月17日 | 山口・周南市文化会館                               | |
| 2018年 | Little Glee Monster Live Tour 2018 〜Calling!!!!!〜                                                        | 11月18日 | 福岡・福岡サンパレスホール                         | |
| 2018年 | Little Glee Monster Live Tour 2018 〜Calling!!!!!〜                                                        | 11月25日 | 長野・ホクト文化ホール 大ホール                    | |
| 2018年 | Little Glee Monster Live Tour 2018 〜Calling!!!!!〜                                                        | 12月1日  | 茨城・日立市民会館                                 | |
| 2018年 | Little Glee Monster Live Tour 2018 〜Calling!!!!!〜                                                        | 12月2日  | 栃木・宇都宮市文化会館                             | |
| 2018年 | Little Glee Monster Live Tour 2018 〜Calling!!!!!〜                                                        | 12月7日  | 福島・けんしん郡山文化センター                     | |
| 2018年 | Little Glee Monster Live Tour 2018 〜Calling!!!!!〜                                                        | 12月9日  | 群馬・桐生市市民文化会館                           | |
| 2018年 | Little Glee Monster Live Tour 2018 〜Calling!!!!!〜                                                        | 12月19日 | 愛知・名古屋国際会議場センチュリーホール           | |
| 2019年 | Little Glee Monster Live in BUDOKAN 2019〜Calling Over!!!!!                                                | 2月5日   | 東京・日本武道館                                   | 2度目となる単独武道館公演。 |
| 2019年 | Little Glee Monster Live in BUDOKAN 2019〜Calling Over!!!!!                                                | 2月6日   | 東京・日本武道館                                   | 2度目となる単独武道館公演。 |
| 2019年 | Little Glee Monster 5th Celebration Tour 2019 〜MONSTER GROOVE PARTY〜                                     | 8月3日   | 東京・昭和女子大学 人見記念講堂                    | メジャーデビュー5周年を記念したライブツアー。 |
| 2019年 | Little Glee Monster 5th Celebration Tour 2019 〜MONSTER GROOVE PARTY〜                                     | 8月4日   | 東京・昭和女子大学 人見記念講堂                    | メジャーデビュー5周年を記念したライブツアー。 |
| 2019年 | Little Glee Monster 5th Celebration Tour 2019 〜MONSTER GROOVE PARTY〜                                     | 8月12日  | 愛知・愛知県芸術劇場 大ホール                      | メジャーデビュー5周年を記念したライブツアー。 |
| 2019年 | Little Glee Monster 5th Celebration Tour 2019 〜MONSTER GROOVE PARTY〜                                     | 8月13日  | 愛知・愛知県芸術劇場 大ホール                      | メジャーデビュー5周年を記念したライブツアー。 |
| 2019年 | Little Glee Monster 5th Celebration Tour 2019 〜MONSTER GROOVE PARTY〜                                     | 8月17日  | 群馬・ベイシア文化ホール 大ホール                  | メジャーデビュー5周年を記念したライブツアー。 |
| 2019年 | Little Glee Monster 5th Celebration Tour 2019 〜MONSTER GROOVE PARTY〜                                     | 8月18日  | 群馬・ベイシア文化ホール 大ホール                  | メジャーデビュー5周年を記念したライブツアー。 |
| 2019年 | Little Glee Monster 5th Celebration Tour 2019 〜MONSTER GROOVE PARTY〜                                     | 8月24日  | 広島・上野学園ホール                               | メジャーデビュー5周年を記念したライブツアー。 |
| 2019年 | Little Glee Monster 5th Celebration Tour 2019 〜MONSTER GROOVE PARTY〜                                     | 8月25日  | 広島・上野学園ホール                               | メジャーデビュー5周年を記念したライブツアー。 |
| 2019年 | Little Glee Monster 5th Celebration Tour 2019 〜MONSTER GROOVE PARTY〜                                     | 8月30日  | 京都・ロームシアター京都 メインホール              | メジャーデビュー5周年を記念したライブツアー。 |
| 2019年 | Little Glee Monster 5th Celebration Tour 2019 〜MONSTER GROOVE PARTY〜                                     | 8月31日  | 京都・ロームシアター京都 メインホール              | メジャーデビュー5周年を記念したライブツアー。 |
| 2019年 | Little Glee Monster 5th Celebration Tour 2019 〜MONSTER GROOVE PARTY〜                                     | 9月7日   | 石川・北陸電力会館 本多の森ホール                  | メジャーデビュー5周年を記念したライブツアー。 |
| 2019年 | Little Glee Monster 5th Celebration Tour 2019 〜MONSTER GROOVE PARTY〜                                     | 9月8日   | 石川・北陸電力会館 本多の森ホール                  | メジャーデビュー5周年を記念したライブツアー。 |
| 2019年 | Little Glee Monster 5th Celebration Tour 2019 〜MONSTER GROOVE PARTY〜                                     | 9月15日  | 大阪・オリックス劇場                               | メジャーデビュー5周年を記念したライブツアー。 |
| 2019年 | Little Glee Monster 5th Celebration Tour 2019 〜MONSTER GROOVE PARTY〜                                     | 9月16日  | 大阪・オリックス劇場                               | メジャーデビュー5周年を記念したライブツアー。 |
| 2019年 | Little Glee Monster 5th Celebration Tour 2019 〜MONSTER GROOVE PARTY〜                                     | 9月18日  | 大阪・フェスティバルホール                         | メジャーデビュー5周年を記念したライブツアー。 |
| 2019年 | Little Glee Monster 5th Celebration Tour 2019 〜MONSTER GROOVE PARTY〜                                     | 9月21日  | 宮城・仙台サンプラザホール                         | メジャーデビュー5周年を記念したライブツアー。 |
| 2019年 | Little Glee Monster 5th Celebration Tour 2019 〜MONSTER GROOVE PARTY〜                                     | 9月22日  | 宮城・仙台サンプラザホール                         | メジャーデビュー5周年を記念したライブツアー。 |
| 2019年 | Little Glee Monster 5th Celebration Tour 2019 〜MONSTER GROOVE PARTY〜                                     | 9月28日  | 鹿児島・鹿児島市民文化ホール 第1                   | メジャーデビュー5周年を記念したライブツアー。 |
| 2019年 | Little Glee Monster 5th Celebration Tour 2019 〜MONSTER GROOVE PARTY〜                                     | 9月29日  | 鹿児島・鹿児島市民文化ホール 第1                   | メジャーデビュー5周年を記念したライブツアー。 |
| 2019年 | Little Glee Monster 5th Celebration Tour 2019 〜MONSTER GROOVE PARTY〜                                     | 10月11日 | 福岡・福岡サンパレス ホテル＆ホール                | メジャーデビュー5周年を記念したライブツアー。 |
| 2019年 | Little Glee Monster 5th Celebration Tour 2019 〜MONSTER GROOVE PARTY〜                                     | 10月12日 | 福岡・福岡サンパレス ホテル＆ホール                | メジャーデビュー5周年を記念したライブツアー。 |
| 2019年 | Little Glee Monster 5th Celebration Tour 2019 〜MONSTER GROOVE PARTY〜                                     | 10月26日 | 北海道・カナモトホール（札幌市民ホール）           | メジャーデビュー5周年を記念したライブツアー。 |
| 2019年 | Little Glee Monster 5th Celebration Tour 2019 〜MONSTER GROOVE PARTY〜                                     | 10月27日 | 北海道・カナモトホール（札幌市民ホール）           | メジャーデビュー5周年を記念したライブツアー。 |
| 2019年 | Little Glee Monster 5th Celebration Tour 2019 〜MONSTER GROOVE PARTY〜                                     | 11月1月  | 東京・国立代々木競技場 第一体育館                  | 5周年記念ツアーのツアーファイナル。また、改装工事後初のライブとなりこけら落とし公演となった。 |
| 2019年 | Little Glee Monster 5th Celebration Tour 2019 〜MONSTER GROOVE PARTY〜                                     | 11月2日  | 東京・国立代々木競技場 第一体育館                  | 5周年記念ツアーのツアーファイナル。また、改装工事後初のライブとなりこけら落とし公演となった。 |
| 2019年 | Little Glee Monster 5th Celebration Tour 2019 〜MONSTER GROOVE PARTY〜                                     | 11月3日  | 東京・国立代々木競技場 第一体育館                  | 5周年記念ツアーのツアーファイナル。また、改装工事後初のライブとなりこけら落とし公演となった。 |
| 2020年 | Little Glee Monster Live on 2020 -足跡-                                                                    | 9月25日  | 東京・東京ガーデンシアター                         | 新型コロナウイルスの影響で2020年に開催予定だったライブツアーが全公演延期となったため、2020年唯一のライブ会場でのライブとして無観客で開催したオンラインライブ。                                                   |
| 2020年 | Little Glee Monster Live on 2020 -足跡-                                                                    | 9月26日  | 東京・東京ガーデンシアター                         | 新型コロナウイルスの影響で2020年に開催予定だったライブツアーが全公演延期となったため、2020年唯一のライブ会場でのライブとして無観客で開催したオンラインライブ。                                                   |
| 2021年 | Little Glee Monster Arena Tour 2021 -Dearest-                                                              | 1月27日  | 東京・日本武道館                                   | 自身2度目となるアリーナツアー。ツアー前にメンバー芹奈が休養を発表したため、本公演はかれん・MAYU・manaka・アサヒの4人で開催された。また、広島・宮城公演は新型コロナウイルスの影響で開催中止となった。             |
| 2021年 | Little Glee Monster Arena Tour 2021 -Dearest-                                                              | 1月28日  | 東京・日本武道館                                   | 自身2度目となるアリーナツアー。ツアー前にメンバー芹奈が休養を発表したため、本公演はかれん・MAYU・manaka・アサヒの4人で開催された。また、広島・宮城公演は新型コロナウイルスの影響で開催中止となった。             |
| 2021年 | Little Glee Monster Arena Tour 2021 -Dearest-                                                              | 2月18日  | 広島・広島サンプラザホール                         | 自身2度目となるアリーナツアー。ツアー前にメンバー芹奈が休養を発表したため、本公演はかれん・MAYU・manaka・アサヒの4人で開催された。また、広島・宮城公演は新型コロナウイルスの影響で開催中止となった。             |
| 2021年 | Little Glee Monster Arena Tour 2021 -Dearest-                                                              | 2月19日  | 広島・広島サンプラザホール                         | 自身2度目となるアリーナツアー。ツアー前にメンバー芹奈が休養を発表したため、本公演はかれん・MAYU・manaka・アサヒの4人で開催された。また、広島・宮城公演は新型コロナウイルスの影響で開催中止となった。             |
| 2021年 | Little Glee Monster Arena Tour 2021 -Dearest-                                                              | 2月27日  | 宮城・ゼビオアリーナ仙台                           | 自身2度目となるアリーナツアー。ツアー前にメンバー芹奈が休養を発表したため、本公演はかれん・MAYU・manaka・アサヒの4人で開催された。また、広島・宮城公演は新型コロナウイルスの影響で開催中止となった。             |
| 2021年 | Little Glee Monster Arena Tour 2021 -Dearest-                                                              | 2月28日  | 宮城・ゼビオアリーナ仙台                           | 自身2度目となるアリーナツアー。ツアー前にメンバー芹奈が休養を発表したため、本公演はかれん・MAYU・manaka・アサヒの4人で開催された。また、広島・宮城公演は新型コロナウイルスの影響で開催中止となった。             |
| 2021年 | Little Glee Monster Arena Tour 2021 -Dearest-                                                              | 3月10日  | 大阪・大阪城ホール                                 | 自身2度目となるアリーナツアー。ツアー前にメンバー芹奈が休養を発表したため、本公演はかれん・MAYU・manaka・アサヒの4人で開催された。また、広島・宮城公演は新型コロナウイルスの影響で開催中止となった。             |
| 2021年 | Little Glee Monster Arena Tour 2021 -Dearest-                                                              | 3月11日  | 大阪・大阪城ホール                                 | 自身2度目となるアリーナツアー。ツアー前にメンバー芹奈が休養を発表したため、本公演はかれん・MAYU・manaka・アサヒの4人で開催された。また、広島・宮城公演は新型コロナウイルスの影響で開催中止となった。             |
| 2021年 | Little Glee Monster Arena Tour 2021 -Dearest-                                                              | 3月25日  | 愛知・日本ガイシホール                             | 自身2度目となるアリーナツアー。ツアー前にメンバー芹奈が休養を発表したため、本公演はかれん・MAYU・manaka・アサヒの4人で開催された。また、広島・宮城公演は新型コロナウイルスの影響で開催中止となった。             |
| 2021年 | Little Glee Monster Arena Tour 2021 -Dearest-                                                              | 3月26日  | 愛知・日本ガイシホール                             | 自身2度目となるアリーナツアー。ツアー前にメンバー芹奈が休養を発表したため、本公演はかれん・MAYU・manaka・アサヒの4人で開催された。また、広島・宮城公演は新型コロナウイルスの影響で開催中止となった。             |
| 2021年 | Little Glee Monster Arena Tour 2021 〜Dearest ∞ Future〜                                                   | 4月17日  | 埼玉・さいたまスーパーアリーナ                     | 自身初となる単独さいたまスーパーアリーナ公演。ツアー前にメンバー芹奈が休養を発表したため、本公演はかれん・MAYU・manaka・アサヒの4人で開催された。                                                                |
| 2021年 | Little Glee Monster Arena Tour 2021 〜Dearest ∞ Future〜                                                   | 4月18日  | 埼玉・さいたまスーパーアリーナ                     | 自身初となる単独さいたまスーパーアリーナ公演。ツアー前にメンバー芹奈が休養を発表したため、本公演はかれん・MAYU・manaka・アサヒの4人で開催された。                                                                |
| 2021年 | Little Glee Monster Live Tour 2020→2021 ＞BRIGHT NEW WORLD＜                                               | 6月28日  | 愛知・名古屋国際会議場センチュリーホール           | 2020年に開催予定だったライブツアーの延期公演。また本ツアーは、2020年末に休養を発表した芹奈が参加し全メンバー揃ってのライブツアーとなったため、芹奈の復帰公演となった。                                           |
| 2021年 | Little Glee Monster Live Tour 2020→2021 ＞BRIGHT NEW WORLD＜                                               | 6月29日  | 愛知・名古屋国際会議場センチュリーホール           | 2020年に開催予定だったライブツアーの延期公演。また本ツアーは、2020年末に休養を発表した芹奈が参加し全メンバー揃ってのライブツアーとなったため、芹奈の復帰公演となった。                                           |
| 2021年 | Little Glee Monster Live Tour 2020→2021 ＞BRIGHT NEW WORLD＜                                               | 7月3日   | 鳥取・米子コンベンションセンター                   | 2020年に開催予定だったライブツアーの延期公演。また本ツアーは、2020年末に休養を発表した芹奈が参加し全メンバー揃ってのライブツアーとなったため、芹奈の復帰公演となった。                                           |
| 2021年 | Little Glee Monster Live Tour 2020→2021 ＞BRIGHT NEW WORLD＜                                               | 7月4日   | 島根・出雲市民会館                                 | 2020年に開催予定だったライブツアーの延期公演。また本ツアーは、2020年末に休養を発表した芹奈が参加し全メンバー揃ってのライブツアーとなったため、芹奈の復帰公演となった。                                           |
| 2021年 | Little Glee Monster Live Tour 2020→2021 ＞BRIGHT NEW WORLD＜                                               | 7月9日   | 神奈川・よこすか芸術劇場                           | 2020年に開催予定だったライブツアーの延期公演。また本ツアーは、2020年末に休養を発表した芹奈が参加し全メンバー揃ってのライブツアーとなったため、芹奈の復帰公演となった。                                           |
| 2021年 | Little Glee Monster Live Tour 2020→2021 ＞BRIGHT NEW WORLD＜                                               | 7月16日  | 和歌山・和歌山県民文化会館 大ホール                | 2020年に開催予定だったライブツアーの延期公演。また本ツアーは、2020年末に休養を発表した芹奈が参加し全メンバー揃ってのライブツアーとなったため、芹奈の復帰公演となった。                                           |
| 2021年 | Little Glee Monster Live Tour 2020→2021 ＞BRIGHT NEW WORLD＜                                               | 7月18日  | 滋賀・滋賀県立劇場 びわ湖ホール 大ホール           | 2020年に開催予定だったライブツアーの延期公演。また本ツアーは、2020年末に休養を発表した芹奈が参加し全メンバー揃ってのライブツアーとなったため、芹奈の復帰公演となった。                                           |
| 2021年 | Little Glee Monster Live Tour 2020→2021 ＞BRIGHT NEW WORLD＜                                               | 7月19日  | 奈良・なら100年会館 大ホール                       | 2020年に開催予定だったライブツアーの延期公演。また本ツアーは、2020年末に休養を発表した芹奈が参加し全メンバー揃ってのライブツアーとなったため、芹奈の復帰公演となった。                                           |
| 2021年 | Little Glee Monster Live Tour 2020→2021 ＞BRIGHT NEW WORLD＜                                               | 8月20日  | 佐賀・佐賀市文化会館 大ホール                      | 2020年に開催予定だったライブツアーの延期公演。また本ツアーは、2020年末に休養を発表した芹奈が参加し全メンバー揃ってのライブツアーとなったため、芹奈の復帰公演となった。                                           |
| 2021年 | Little Glee Monster Live Tour 2020→2021 ＞BRIGHT NEW WORLD＜                                               | 8月21日  | 長崎・島原文化会館 大ホール                        | 2020年に開催予定だったライブツアーの延期公演。また本ツアーは、2020年末に休養を発表した芹奈が参加し全メンバー揃ってのライブツアーとなったため、芹奈の復帰公演となった。                                           |
| 2021年 | Little Glee Monster Live Tour 2020→2021 ＞BRIGHT NEW WORLD＜                                               | 8月23日  | 熊本・熊本県立劇場 演劇ホール 大ホール             | 2020年に開催予定だったライブツアーの延期公演。また本ツアーは、2020年末に休養を発表した芹奈が参加し全メンバー揃ってのライブツアーとなったため、芹奈の復帰公演となった。                                           |
| 2021年 | Little Glee Monster Live Tour 2020→2021 ＞BRIGHT NEW WORLD＜                                               | 8月25日  | 宮崎・宮崎市民文化ホール                           | 2020年に開催予定だったライブツアーの延期公演。また本ツアーは、2020年末に休養を発表した芹奈が参加し全メンバー揃ってのライブツアーとなったため、芹奈の復帰公演となった。                                           |
| 2021年 | Little Glee Monster Live Tour 2020→2021 ＞BRIGHT NEW WORLD＜                                               | 8月26日  | 大分・大分iichikoグランシアタ                      | 2020年に開催予定だったライブツアーの延期公演。また本ツアーは、2020年末に休養を発表した芹奈が参加し全メンバー揃ってのライブツアーとなったため、芹奈の復帰公演となった。                                           |
| 2021年 | Little Glee Monster Live Tour 2020→2021 ＞BRIGHT NEW WORLD＜                                               | 9月5日   | 埼玉・ウェスタ川越 大ホール                        | 2020年に開催予定だったライブツアーの延期公演。また本ツアーは、2020年末に休養を発表した芹奈が参加し全メンバー揃ってのライブツアーとなったため、芹奈の復帰公演となった。                                           |
| 2021年 | Little Glee Monster Live Tour 2020→2021 ＞BRIGHT NEW WORLD＜                                               | 9月9日   | 福島・いわき芸術文化交流館アリオス                 | 2020年に開催予定だったライブツアーの延期公演。また本ツアーは、2020年末に休養を発表した芹奈が参加し全メンバー揃ってのライブツアーとなったため、芹奈の復帰公演となった。                                           |
| 2021年 | Little Glee Monster Live Tour 2020→2021 ＞BRIGHT NEW WORLD＜                                               | 9月12日  | 群馬・ベイシア文化ホール                           | 2020年に開催予定だったライブツアーの延期公演。また本ツアーは、2020年末に休養を発表した芹奈が参加し全メンバー揃ってのライブツアーとなったため、芹奈の復帰公演となった。                                           |
| 2021年 | Little Glee Monster Live Tour 2020→2021 ＞BRIGHT NEW WORLD＜                                               | 9月19日  | 福井・福井フェニックス・プラザ                     | 2020年に開催予定だったライブツアーの延期公演。また本ツアーは、2020年末に休養を発表した芹奈が参加し全メンバー揃ってのライブツアーとなったため、芹奈の復帰公演となった。                                           |
| 2021年 | Little Glee Monster Live Tour 2020→2021 ＞BRIGHT NEW WORLD＜                                               | 9月20日  | 石川・本多の森ホール                               | 2020年に開催予定だったライブツアーの延期公演。また本ツアーは、2020年末に休養を発表した芹奈が参加し全メンバー揃ってのライブツアーとなったため、芹奈の復帰公演となった。                                           |
| 2021年 | Little Glee Monster Live Tour 2020→2021 ＞BRIGHT NEW WORLD＜                                               | 10月14日 | 青森・弘前市民会館                                 | 2020年に開催予定だったライブツアーの延期公演。また本ツアーは、2020年末に休養を発表した芹奈が参加し全メンバー揃ってのライブツアーとなったため、芹奈の復帰公演となった。                                           |
| 2021年 | Little Glee Monster Live Tour 2020→2021 ＞BRIGHT NEW WORLD＜                                               | 10月15日 | 秋田・能代市民文化会館                             | 2020年に開催予定だったライブツアーの延期公演。また本ツアーは、2020年末に休養を発表した芹奈が参加し全メンバー揃ってのライブツアーとなったため、芹奈の復帰公演となった。                                           |
| 2021年 | Little Glee Monster Live Tour 2020→2021 ＞BRIGHT NEW WORLD＜                                               | 10月19日 | 北海道・カナモトホール                             | 2020年に開催予定だったライブツアーの延期公演。また本ツアーは、2020年末に休養を発表した芹奈が参加し全メンバー揃ってのライブツアーとなったため、芹奈の復帰公演となった。                                           |
| 2021年 | Little Glee Monster Live Tour 2020→2021 ＞BRIGHT NEW WORLD＜                                               | 10月20日 | 北海道・旭川市民文化会館                           | 2020年に開催予定だったライブツアーの延期公演。また本ツアーは、2020年末に休養を発表した芹奈が参加し全メンバー揃ってのライブツアーとなったため、芹奈の復帰公演となった。                                           |
| 2021年 | Little Glee Monster Live Tour 2020→2021 ＞BRIGHT NEW WORLD＜                                               | 10月31日 | 沖縄・沖縄コンベンションセンター劇場棟             | 2020年に開催予定だったライブツアーの延期公演。また本ツアーは、2020年末に休養を発表した芹奈が参加し全メンバー揃ってのライブツアーとなったため、芹奈の復帰公演となった。                                           |
| 2021年 | Little Glee Monster Live Tour 2020→2021 ＞BRIGHT NEW WORLD＜                                               | 11月3日  | 宮城・仙台サンプラザホール                         | 2020年に開催予定だったライブツアーの延期公演。また本ツアーは、2020年末に休養を発表した芹奈が参加し全メンバー揃ってのライブツアーとなったため、芹奈の復帰公演となった。                                           |
| 2021年 | Little Glee Monster Live Tour 2020→2021 ＞BRIGHT NEW WORLD＜                                               | 11月12日 | 新潟・長岡市立劇場                                 | 2020年に開催予定だったライブツアーの延期公演。また本ツアーは、2020年末に休養を発表した芹奈が参加し全メンバー揃ってのライブツアーとなったため、芹奈の復帰公演となった。                                           |
| 2021年 | Little Glee Monster Live Tour 2020→2021 ＞BRIGHT NEW WORLD＜                                               | 11月14日 | 長野・ホクト文化ホール 大ホール                    | 2020年に開催予定だったライブツアーの延期公演。また本ツアーは、2020年末に休養を発表した芹奈が参加し全メンバー揃ってのライブツアーとなったため、芹奈の復帰公演となった。                                           |
| 2021年 | Little Glee Monster Live Tour 2020→2021 ＞BRIGHT NEW WORLD＜                                               | 12月2日  | 岡山・岡山シンフォニーホール                       | 2020年に開催予定だったライブツアーの延期公演。また本ツアーは、2020年末に休養を発表した芹奈が参加し全メンバー揃ってのライブツアーとなったため、芹奈の復帰公演となった。                                           |
| 2021年 | Little Glee Monster Live Tour 2020→2021 ＞BRIGHT NEW WORLD＜                                               | 12月4日  | 広島・上野学園ホール                               | 2020年に開催予定だったライブツアーの延期公演。また本ツアーは、2020年末に休養を発表した芹奈が参加し全メンバー揃ってのライブツアーとなったため、芹奈の復帰公演となった。                                           |
| 2021年 | Little Glee Monster Live Tour 2020→2021 ＞BRIGHT NEW WORLD＜                                               | 12月5日  | 山口・周南市文化会館                               | 2020年に開催予定だったライブツアーの延期公演。また本ツアーは、2020年末に休養を発表した芹奈が参加し全メンバー揃ってのライブツアーとなったため、芹奈の復帰公演となった。                                           |
| 2021年 | Little Glee Monster Live Tour 2020→2021 ＞BRIGHT NEW WORLD＜                                               | 12月17日 | 福岡・福岡サンパレス ホテル＆ホール                | 2020年に開催予定だったライブツアーの延期公演。また本ツアーは、2020年末に休養を発表した芹奈が参加し全メンバー揃ってのライブツアーとなったため、芹奈の復帰公演となった。                                           |
| 2021年 | Little Glee Monster Live Tour 2020→2021 ＞BRIGHT NEW WORLD＜                                               | 12月20日 | 大阪・フェスティバルホール                         | 2020年に開催予定だったライブツアーの延期公演。また本ツアーは、2020年末に休養を発表した芹奈が参加し全メンバー揃ってのライブツアーとなったため、芹奈の復帰公演となった。                                           |
| 2021年 | Little Glee Monster Live Tour 2020→2021 ＞BRIGHT NEW WORLD＜                                               | 12月21日 | 大阪・フェスティバルホール                         | 2020年に開催予定だったライブツアーの延期公演。また本ツアーは、2020年末に休養を発表した芹奈が参加し全メンバー揃ってのライブツアーとなったため、芹奈の復帰公演となった。                                           |
| 2022年 | Little Glee Monster "BRIGHT NEW WORLD PARTY 2022"                                                          | 1月5日   | 東京・中野サンプラザホール                         | 2021年末まで開催されたツアーとは異なるコンセプトで開催予定だったが、開催直前に芹奈が体調を崩し長期にわたる静養を発表したため開催中止となった。                                                                   |
| 2022年 | Little Glee Monster "BRIGHT NEW WORLD PARTY 2022"                                                          | 1月6日   | 東京・中野サンプラザホール                         | 2021年末まで開催されたツアーとは異なるコンセプトで開催予定だったが、開催直前に芹奈が体調を崩し長期にわたる静養を発表したため開催中止となった。                                                                   |
| 2022年 | Little Glee Monster Live Tour 2022 Journey                                                                 | 4月28日  | 東京・J:COMホール八王子                            | ツアー前に芹奈・manakaが休養を発表したため、本公演はかれん・MAYU・アサヒの3人で開催された。またこのツアーをもってメンバーであった芹奈・manakaがグループを卒業したため、本ツアーが5人体制時最後のツアーとなった。 |
| 2022年 | Little Glee Monster Live Tour 2022 Journey                                                                 | 5月5日   | 宮城・東京エレクトロンホール宮城                   | ツアー前に芹奈・manakaが休養を発表したため、本公演はかれん・MAYU・アサヒの3人で開催された。またこのツアーをもってメンバーであった芹奈・manakaがグループを卒業したため、本ツアーが5人体制時最後のツアーとなった。 |
| 2022年 | Little Glee Monster Live Tour 2022 Journey                                                                 | 5月6日   | 宮城・東京エレクトロンホール宮城                   | ツアー前に芹奈・manakaが休養を発表したため、本公演はかれん・MAYU・アサヒの3人で開催された。またこのツアーをもってメンバーであった芹奈・manakaがグループを卒業したため、本ツアーが5人体制時最後のツアーとなった。 |
| 2022年 | Little Glee Monster Live Tour 2022 Journey                                                                 | 5月11日  | 京都・ロームシアター京都 メインホール              | ツアー前に芹奈・manakaが休養を発表したため、本公演はかれん・MAYU・アサヒの3人で開催された。またこのツアーをもってメンバーであった芹奈・manakaがグループを卒業したため、本ツアーが5人体制時最後のツアーとなった。 |
| 2022年 | Little Glee Monster Live Tour 2022 Journey                                                                 | 5月14日  | 福岡・福岡サンパレス ホテル＆ホール                | ツアー前に芹奈・manakaが休養を発表したため、本公演はかれん・MAYU・アサヒの3人で開催された。またこのツアーをもってメンバーであった芹奈・manakaがグループを卒業したため、本ツアーが5人体制時最後のツアーとなった。 |
| 2022年 | Little Glee Monster Live Tour 2022 Journey                                                                 | 5月15日  | 熊本・市民会館シアーズホーム夢ホール               | ツアー前に芹奈・manakaが休養を発表したため、本公演はかれん・MAYU・アサヒの3人で開催された。またこのツアーをもってメンバーであった芹奈・manakaがグループを卒業したため、本ツアーが5人体制時最後のツアーとなった。 |
| 2022年 | Little Glee Monster Live Tour 2022 Journey                                                                 | 5月26日  | 神奈川・神奈川県民ホール                           | ツアー前に芹奈・manakaが休養を発表したため、本公演はかれん・MAYU・アサヒの3人で開催された。またこのツアーをもってメンバーであった芹奈・manakaがグループを卒業したため、本ツアーが5人体制時最後のツアーとなった。 |
| 2022年 | Little Glee Monster Live Tour 2022 Journey                                                                 | 5月27日  | 神奈川・神奈川県民ホール                           | ツアー前に芹奈・manakaが休養を発表したため、本公演はかれん・MAYU・アサヒの3人で開催された。またこのツアーをもってメンバーであった芹奈・manakaがグループを卒業したため、本ツアーが5人体制時最後のツアーとなった。 |
| 2022年 | Little Glee Monster Live Tour 2022 Journey                                                                 | 6月3日   | 北海道・カナモトホール                             | ツアー前に芹奈・manakaが休養を発表したため、本公演はかれん・MAYU・アサヒの3人で開催された。またこのツアーをもってメンバーであった芹奈・manakaがグループを卒業したため、本ツアーが5人体制時最後のツアーとなった。 |
| 2022年 | Little Glee Monster Live Tour 2022 Journey                                                                 | 6月8日   | 愛知・名古屋国際会議場センチュリーホール           | ツアー前に芹奈・manakaが休養を発表したため、本公演はかれん・MAYU・アサヒの3人で開催された。またこのツアーをもってメンバーであった芹奈・manakaがグループを卒業したため、本ツアーが5人体制時最後のツアーとなった。 |
| 2022年 | Little Glee Monster Live Tour 2022 Journey                                                                 | 6月9日   | 愛知・名古屋国際会議場センチュリーホール           | ツアー前に芹奈・manakaが休養を発表したため、本公演はかれん・MAYU・アサヒの3人で開催された。またこのツアーをもってメンバーであった芹奈・manakaがグループを卒業したため、本ツアーが5人体制時最後のツアーとなった。 |
| 2022年 | Little Glee Monster Live Tour 2022 Journey                                                                 | 6月25日  | 岡山・倉敷市民会館                                 | ツアー前に芹奈・manakaが休養を発表したため、本公演はかれん・MAYU・アサヒの3人で開催された。またこのツアーをもってメンバーであった芹奈・manakaがグループを卒業したため、本ツアーが5人体制時最後のツアーとなった。 |
| 2022年 | Little Glee Monster Live Tour 2022 Journey                                                                 | 6月30日  | 熊本・市民会館シアーズホーム夢ホール               | ツアー前に芹奈・manakaが休養を発表したため、本公演はかれん・MAYU・アサヒの3人で開催された。またこのツアーをもってメンバーであった芹奈・manakaがグループを卒業したため、本ツアーが5人体制時最後のツアーとなった。 |
| 2022年 | Little Glee Monster Live Tour 2022 Journey                                                                 | 7月5日   | 大阪・オリックス劇場                               | ツアー前に芹奈・manakaが休養を発表したため、本公演はかれん・MAYU・アサヒの3人で開催された。またこのツアーをもってメンバーであった芹奈・manakaがグループを卒業したため、本ツアーが5人体制時最後のツアーとなった。 |
| 2022年 | Little Glee Monster Live Tour 2022 Journey                                                                 | 7月6日   | 大阪・オリックス劇場                               | ツアー前に芹奈・manakaが休養を発表したため、本公演はかれん・MAYU・アサヒの3人で開催された。またこのツアーをもってメンバーであった芹奈・manakaがグループを卒業したため、本ツアーが5人体制時最後のツアーとなった。 |
| 2022年 | Little Glee Monster Live Tour 2022 Journey                                                                 | 7月9日   | 京都・ロームシアター京都 メインホール              | ツアー前に芹奈・manakaが休養を発表したため、本公演はかれん・MAYU・アサヒの3人で開催された。またこのツアーをもってメンバーであった芹奈・manakaがグループを卒業したため、本ツアーが5人体制時最後のツアーとなった。 |
| 2022年 | Little Glee Monster Live Tour 2022 Journey                                                                 | 7月11日  | 福岡・福岡サンパレス ホテル＆ホール                | ツアー前に芹奈・manakaが休養を発表したため、本公演はかれん・MAYU・アサヒの3人で開催された。またこのツアーをもってメンバーであった芹奈・manakaがグループを卒業したため、本ツアーが5人体制時最後のツアーとなった。 |
| 2022年 | Little Glee Monster Live Tour 2022 Journey                                                                 | 7月13日  | 宮城・仙台サンプラザホール                         | ツアー前に芹奈・manakaが休養を発表したため、本公演はかれん・MAYU・アサヒの3人で開催された。またこのツアーをもってメンバーであった芹奈・manakaがグループを卒業したため、本ツアーが5人体制時最後のツアーとなった。 |
| 2022年 | Little Glee Monster Live Tour 2022 Journey                                                                 | 7月24日  | 千葉・幕張メッセ イベントホール                    | ツアー前に芹奈・manakaが休養を発表したため、本公演はかれん・MAYU・アサヒの3人で開催された。またこのツアーをもってメンバーであった芹奈・manakaがグループを卒業したため、本ツアーが5人体制時最後のツアーとなった。 |
| 2022年 | Little Glee Monster Live Tour 2022 Journey                                                                 | 7月25日  | 千葉・幕張メッセ イベントホール                    | ツアー前に芹奈・manakaが休養を発表したため、本公演はかれん・MAYU・アサヒの3人で開催された。またこのツアーをもってメンバーであった芹奈・manakaがグループを卒業したため、本ツアーが5人体制時最後のツアーとなった。 |
| 2023年 | Little Glee Monster Live Tour 2023 Join Us!'                                                               | 1月7日   | 東京・昭和女子大学 人見記念講堂                    | 新メンバーとしてミカ・結海・miyouが加入した6人体制として初のライブツアー。全公演2部制で開催。 |
| 2023年 | Little Glee Monster Live Tour 2023 Join Us!'                                                               | 1月8日   | 東京・昭和女子大学 人見記念講堂                    | 新メンバーとしてミカ・結海・miyouが加入した6人体制として初のライブツアー。全公演2部制で開催。 |
| 2023年 | Little Glee Monster Live Tour 2023 Join Us!'                                                               | 1月28日  | 大阪・オリックス劇場                               | 新メンバーとしてミカ・結海・miyouが加入した6人体制として初のライブツアー。全公演2部制で開催。 |
| 2023年 | Little Glee Monster “Fanfare” 0                                                                            | 4月20日  | 東京・Zepp Shinjuku                                | 公式ファンクラブ「リトグリCLUB」会員限定ライブ |
| 2023年 | Little Glee Monster Live Tour 2023 “Fanfare”                                                               | 4月22日  | 東京・東京ガーデンシアター                         | 新体制初となる全国ツアー。 |
| 2023年 | Little Glee Monster Live Tour 2023 “Fanfare”                                                               | 4月30日  | 愛知・名古屋国際会議場 センチュリーホール          | 新体制初となる全国ツアー。 |
| 2023年 | Little Glee Monster Live Tour 2023 “Fanfare”                                                               | 5月6日   | 大阪・フェスティバルホール                         | 新体制初となる全国ツアー。 |
| 2023年 | Little Glee Monster Live Tour 2023 “Fanfare”                                                               | 6月18日  | 千葉・森のホール21                                 | 新体制初となる全国ツアー。 |
| 2023年 | Little Glee Monster Live Tour 2023 “Fanfare”                                                               | 7月1日   | 奈良・なら100年会館                                | 新体制初となる全国ツアー。 |
| 2023年 | Little Glee Monster Live Tour 2023 “Fanfare”                                                               | 8月13日  | 北海道・札幌文化芸術劇場 hitaru                    | 新体制初となる全国ツアー。 |
| 2023年 | Little Glee Monster Live Tour 2023 “Fanfare”                                                               | 9月3日   | 山梨・山梨YCC県民ホール                            | 新体制初となる全国ツアー。 |
| 2023年 | Little Glee Monster Live Tour 2023 “Fanfare”                                                               | 9月10日  | 埼玉・川口総文化合センター リリア                  | 新体制初となる全国ツアー。 |
| 2023年 | Little Glee Monster Live Tour 2023 “Fanfare”                                                               | 9月16日  | 新潟・新潟テルサ                                   | 新体制初となる全国ツアー。 |
| 2023年 | Little Glee Monster Live Tour 2023 “Fanfare”                                                               | 9月17日  | 群馬・ベイシア文化ホール                           | 新体制初となる全国ツアー。 |
| 2023年 | Little Glee Monster Live Tour 2023 “Fanfare”                                                               | 10月8日  | 神奈川・神奈川県民ホール                           | 新体制初となる全国ツアー。 |
| 2023年 | Little Glee Monster Live Tour 2023 “Fanfare”                                                               | 10月29日 | 兵庫・神戸国際会館こくさいホール                   | 新体制初となる全国ツアー。 |
| 2023年 | Little Glee Monster Live Tour 2023 “Fanfare”                                                               | 11月5日  | 宮城・仙台サンプラザホール                         | 新体制初となる全国ツアー。 |
| 2023年 | Little Glee Monster Live Tour 2023 “Fanfare”                                                               | 11月12日 | 福岡・福岡サンパレス                               | 新体制初となる全国ツアー。 |
| 2023年 | Little Glee Monster Live Tour 2023 “Fanfare”                                                               | 11月18日 | 広島・上野学園ホール                               | 新体制初となる全国ツアー。 |
| 2023年 | Little Glee Monster Live Tour 2023 “Fanfare”                                                               | 11月19日 | 岡山・岡山市民会館                                 | 新体制初となる全国ツアー。 |
| 2023年 | Little Glee Monster Live Tour 2023 “Fanfare”                                                               | 11月25日 | 愛媛・松山市民会館                                 | 新体制初となる全国ツアー。 |
| 2023年 | Little Glee Monster Live Tour 2023 “Fanfare”                                                               | 12月9日  | 石川・本多の森ホール                               | 新体制初となる全国ツアー。 |
| 2023年 | Little Glee Monster Live Tour 2023 “Fanfare”                                                               | 12月10日 | 長野・長野県ホクト文化ホール・大ホール             | 新体制初となる全国ツアー。 |
| 2024年 | Little Glee Monster Live Tour 2023 “Fanfare”                                                               | 1月21日  | 神奈川・パシフィコ横浜                             | 新体制初となる全国ツアー。 |
| 2024年 | Little Glee Monster Live Tour 2024 “UNLOCK!”                                                               | 3月30日  | 大阪・オリックス劇場                               | |
| 2024年 | Little Glee Monster Live Tour 2024 “UNLOCK!”                                                               | 3月31日  | 大阪・オリックス劇場                               | |
| 2024年 | Little Glee Monster Live Tour 2024 “UNLOCK!”                                                               | 4月20日  | 広島・上野学園ホール                               | |
| 2024年 | Little Glee Monster Live Tour 2024 “UNLOCK!”                                                               | 4月21日  | 岡山・岡山芸術創造劇場 ハレノワ 大劇場             | |
| 2024年 | Little Glee Monster Live Tour 2024 “UNLOCK!”                                                               | 4月26日  | 富山・新川文化ホール 大ホール                      | |
| 2024年 | Little Glee Monster Live Tour 2024 “UNLOCK!”                                                               | 4月27日  | 長野・長野県まつもと市民芸術館                     | |
| 2024年 | Little Glee Monster Live Tour 2024 “UNLOCK!”                                                               | 4月29日  | 千葉・森のホール21 大ホール                        | |
| 2024年 | Little Glee Monster Live Tour 2024 “UNLOCK!”                                                               | 5月6日   | 北海道・カナモトホール                             | |
| 2024年 | Little Glee Monster Live Tour 2024 “UNLOCK!”                                                               | 5月11日  | 神奈川・よこすか芸術劇場                           | |
| 2024年 | Little Glee Monster Live Tour 2024 “UNLOCK!”                                                               | 5月18日  | 栃木・栃木県総合文化センター メインホール          | |
| 2024年 | Little Glee Monster Live Tour 2024 “UNLOCK!”                                                               | 5月19日  | 宮城・仙台サンプラザホール                         | |
| 2024年 | Little Glee Monster Live Tour 2024 “UNLOCK!”                                                               | 5月26日  | 愛知・愛知県芸術劇場 大ホール                      | |
| 2024年 | Little Glee Monster Live Tour 2024 “UNLOCK!”                                                               | 6月8日   | 山口・下関市市民館                                 | |
| 2024年 | Little Glee Monster Live Tour 2024 “UNLOCK!”                                                               | 6月9日   | 福岡・福岡サンパレス                               | |
| 2024年 | Little Glee Monster Live Tour 2024 “UNLOCK!”                                                               | 6月16日  | 奈良・なら100年会館 大ホール                       | |
| 2024年 | Little Glee Monster Live Tour 2024 “UNLOCK!”                                                               | 7月5日   | 東京・東京ガーデンシアター                         | |
| 2024年 | Little Glee Monster Live Tour 2024 “UNLOCK!”                                                               | 7月6日   | 東京・東京ガーデンシアター                         | |
| 2024年 | SPACE SHOWER TV × J:COM Little Glee Monster Precious Live                                                  | 9月23日  | 千葉・森のホール21                                 | 完全招待制プレミアムライブ |
| 2024年 | Little Glee Monster 10th Anniversary Live CELEBRATE                                                        | 10月19日 | 東京・武蔵野の森 総合スポーツプラザ メインアリーナ | メジャーデビュー10周年を記念したワンマンライブ。両日違ったコンセプトで開催。 |
| 2024年 | Little Glee Monster 10th Anniversary Live PROMISE                                                          | 10月20日 | 東京・武蔵野の森 総合スポーツプラザ メインアリーナ | メジャーデビュー10周年を記念したワンマンライブ。両日違ったコンセプトで開催。 |
| 2024年 | Little Glee Monster 10th Anniversary Christmas Special Live                                                | 12月24日 | 東京・ブルーノート東京                             | 自身初となるクリスマスライブ。2部制で開催。 |
| 2025年 | Little Glee Monster Live Tour 2025 “Ambitious”                                                             | 4月6日   | 東京・J:COMホール八王子                            | |
| 2025年 | Little Glee Monster Live Tour 2025 “Ambitious”                                                             | 4月19日  | 滋賀・滋賀県立劇場 びわ湖ホール 大ホール           | |
| 2025年 | Little Glee Monster Live Tour 2025 “Ambitious”                                                             | 4月20日  | 奈良・なら100年会館 大ホール                       | |
| 2025年 | Little Glee Monster Live Tour 2025 “Ambitious”                                                             | 5月5日   | 北海道・カナモトホール                             | |
| 2025年 | Little Glee Monster Live Tour 2025 “Ambitious”                                                             | 5月10日  | 広島・呉信用金庫ホール                             | |
| 2025年 | Little Glee Monster Live Tour 2025 “Ambitious”                                                             | 5月11日  | 山口・KDDI維新ホール メインホール                  | |
| 2025年 | Little Glee Monster Live Tour 2025 “Ambitious”                                                             | 5月17日  | 岩手・奥州市文化会館 Zホール 大ホール              | |
| 2025年 | Little Glee Monster Live Tour 2025 “Ambitious”                                                             | 5月18日  | 山形・やまぎん県民ホール 大ホール                  | |
| 2025年 | Little Glee Monster Live Tour 2025 “Ambitious”                                                             | 5月24日  | 千葉・市原市市民会館 大ホール                      | |
| 2025年 | Little Glee Monster Live Tour 2025 “Ambitious”                                                             | 6月1日   | 群馬・高崎芸術劇場 大劇場                          | |
| 2025年 | Little Glee Monster Live Tour 2025 “Ambitious”                                                             | 6月8日   | 京都・ロームシアター京都 メインホール              | |
| 2025年 | Little Glee Monster Live Tour 2025 “Ambitious”                                                             | 6月14日  | 熊本・熊本城ホール メインホール                    | |
| 2025年 | Little Glee Monster Live Tour 2025 “Ambitious”                                                             | 6月15日  | 福岡・福岡サンパレス                               | |
| 2025年 | Little Glee Monster Live Tour 2025 “Ambitious”                                                             | 6月29日  | 長野・ホクト文化ホール 大ホール                    | |
| 2025年 | Little Glee Monster Live Tour 2025 “Ambitious”                                                             | 7月5日   | 愛知・Niterra日本特殊陶業市民会館フォレストホール  | |
| 2025年 | Little Glee Monster Live Tour 2025 “Ambitious”                                                             | 7月6日   | 静岡・富士ロゼシアナー 大ホール                    | |
| 2025年 | Little Glee Monster Live Tour 2025 “Ambitious”                                                             | 7月12日  | 大阪・フェスティバルホール                         | |
| 2025年 | Little Glee Monster Live Tour 2025 “Ambitious”                                                             | 7月13日  | 大阪・フェスティバルホール                         | |
| 2025年 | Little Glee Monster Live Tour 2025 “Ambitious”                                                             | 7月21日  | 東京・東京ガーデンシアター                         | |
| 2025年 | Little Glee Monster Live 2025 “Voice”                                                                      | 11月8日  | 千葉・幕張メッセ イベントホール                    | |
| 2025年 | Little Glee Monster Live 2025 “Voice”                                                                      | 11月9日  | 千葉・幕張メッセ イベントホール                    | |

## 受賞
- MTV Video Music Awards Japan・最優秀撮影賞「世界はあなたに笑いかけている」（2018年）
- MTV EMA・BEST JAPAN ACT賞（2018年）
- 第60回輝く！日本レコード大賞 作曲賞「世界はあなたに笑いかけている」（作曲：丸谷マナブ／2018年）
- 第61回輝く！日本レコード大賞 優秀作品賞「ECHO」（2019年）
- MTV Video Music Awards Japan・最優秀ポップビデオ賞「足跡」（2020年）
- 第62回輝く！日本レコード大賞 優秀作品賞「足跡」（2020年）